# Uelzen (stad)
Uelzen is een stad in de Duitse deelstaat Nedersaksen. Het is de hoofdplaats van het Landkreis Uelzen en heeft de status van selbständige Gemeinde. De stad telt 33.685 inwoners.

## Geografie
De stad is gelegen aan het Elbe-Seitenkanal, een belangrijke route voor de binnenscheepvaart, en aan de Ilmenau, een zijriviertje van de Elbe.
Naburige gemeentes zijn Bienenbüttel en de Samtgemeinde Bevensen-Ebstorf ( in noordelijke richting).
Wat verder weg liggen o.a. de volgende grote steden:
- Lüneburg en Hamburg, resp. 37 en 92 km naar het noordwesten
- Braunschweig, 87 km naar het zuiden
- Salzwedel, 45 km naar het oostzuidoosten
- Celle en Hannover, 54 respectievelijk 95 km naar het zuidwesten.

Ten westen van de stad ligt het natuurgebied Lüneburger Heide.

## Stadsdelen
Aangegeven is de richting ten opzichte van het stadscentrum, bijv.: NO= ten noordoosten van het centrum.
- - Groß Liedern (OZO, aan de B 71 en het Elbe-Seitenkanal)
  - Halligdorf (Z, iets voorbij Hambrock)
  - Hambrock (Z)
  - Hansen (W, ten zuiden van een fraai bos)
  - Hanstedt II (O, aan de B 71, 2 km voorbij Groß Liedern)[2]
  - Holdenstedt (ZZW, richting Celle)
  - Kirchweyhe (NNW, richting Lüneburg)
  - Klein Süstedt (ZW)
  - Masendorf (NO, nog enkele km voorbij Molzen)
  - Mehre (gehucht ten ZO van Groß Liedern)
  - Molzen (NO)
  - Oldenstadt (ONO, aan de B 4, ten W van een bosgebied)
  - Riestedt (NO, aan de B 191)
  - Ripdorf (N, aan het Elbe-Seitenkanal)
  - Tatern (O)
  - Veerßen (direct ten ZW van de stad)
  - Westerweyhe (direct ten W van Kirchweyhe)
  - Woltersburg (NO, nog voorbij het bos achter Oldenstadt)
  - Borne (vrij ver Z, op de grens met Wrestedt)
  - Klein Liedern (ten NO van Groß Liedern)
  - Pieperhöfen (NO, aan de B 191, halverwege de stad en Riestedt).

## Geschiedenis

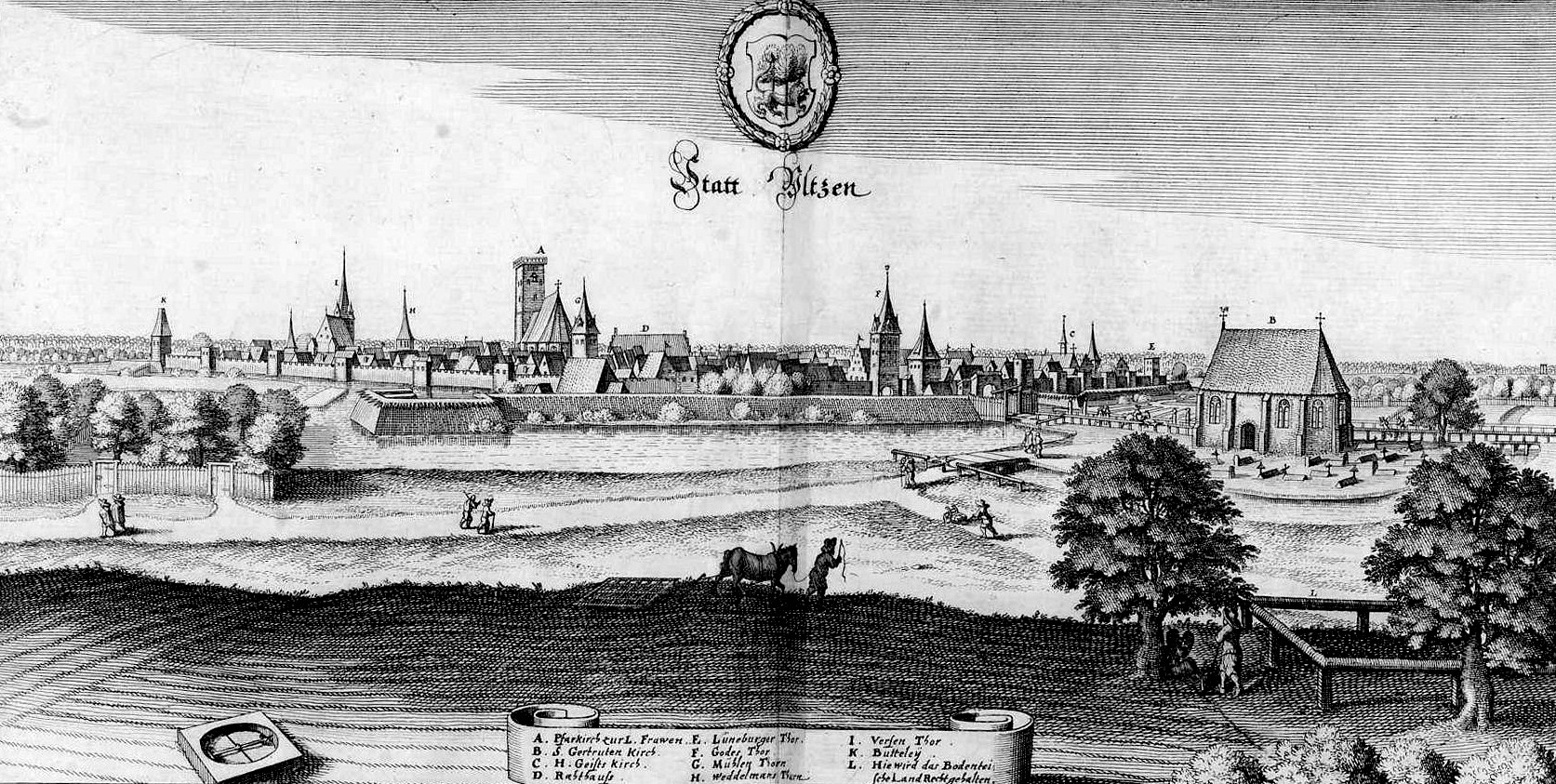
Merian-ets: Uelzen vanuit het oosten gezien, 1654
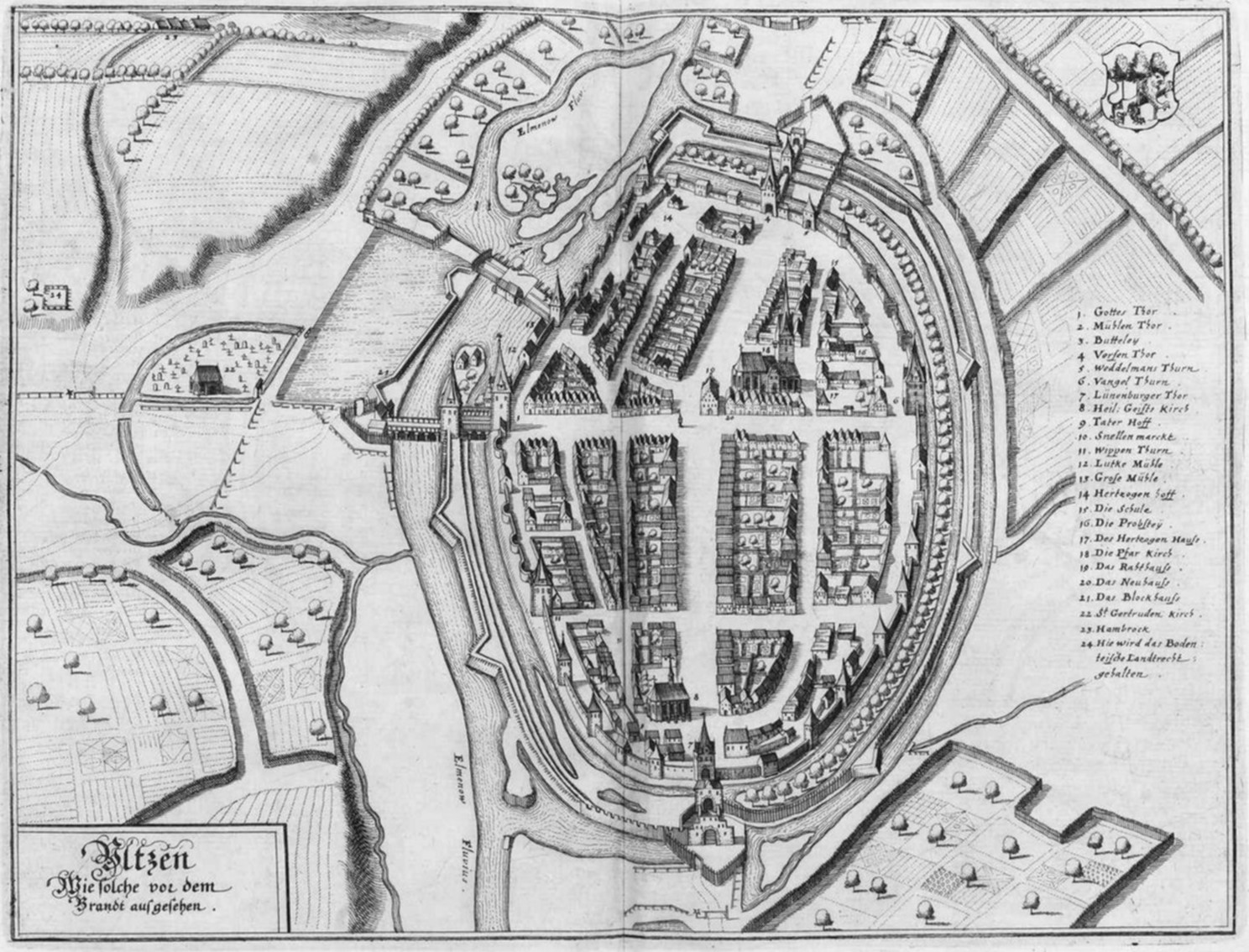
Merian-ets 2: Uelzen met zijn stadsmuren e.d., 1654

Uelzen ontstond in de 10e eeuw rondom een klooster. Rond 1250 kregen de bewoners van de plaats onenigheid met hun landheer, de bisschop van Verden (Aller). Aan de overkant van de Ilmenau bouwden ze vervolgens een geheel nieuw stadje Löwenwalde. Dit verkreeg van de nieuwe landheer, hertog Johan I van Brunswijk-Lüneburg,  in 1270 stadsrechten. In 1350 stierven ca. 500 inwoners van Uelzen aan de pest.
In 1371 verkreeg de stad het recht van tolvrijdom in het gebied rondom Lüneburg, wat de handel in o.a. zout bevorderde. Van de 14e tot en met de eerste helft van de 16e eeuw was de stad welvarend door de handel in honing, bijenwas, hout, vee, bont, granen, keramiek en zelfs tot in Engeland verhandeld linnen. Sinds 1374 is Uelzen een  hanzestad. In 1470 vond er zelfs een Hanzedag plaats, een bijeenkomst van de vertegenwoordigers van verschillende hanzesteden. En in 1476 kwamen hanzesteden opnieuw samen in Uelzen om de vorming van de Tohopesate, een defensief verbond, te bespreken.
In 1396 werd de stad veroverd door troepen van de hertog van Celle. Een jaar later werd de stad weer bevrijd. Om deze bevrijding te gedenken, vindt sindsdien ieder jaar het Uelzische Armenessen plaats. In 1506 liet hertog Hendrik I van Brunswijk-Lüneburg de hertogelijke landsrechtbank (Landgericht) naar Uelzen verplaatsen.
Van de 16e tot het eind van de 18e eeuw was de stad tot ver in de omtrek beroemd om zijn bieren, in deze periode vormden de bierbrouwers het machtigste gilde en meestal wist een van hen het burgemeestersambt in Uelzen te verwerven. De stad werd in 1646 en 1826 door stadsbranden geheel of gedeeltelijk verwoest. Mede hierdoor trad een economische achteruitgang in.
In 1847 verkreeg Uelzen een aansluiting op het spoorwegnet. Dat leidde tot vestiging van fabrieken en dus economisch herstel. In de Tweede Wereldoorlog werd Uelzen, omdat het op het kruispunt van belangrijke spoorlijnen ligt en strategisch van belang was om Hamburg te kunnen veroveren, in 1944 en in het voorjaar van 1945 door de geallieerden gebombardeerd. Het jaar 1945 vormt een zwarte bladzijde in de geschiedenis van Uelzen. In maart van dat jaar bereiken ca. 500 gevangenen uit concentratiekamp Neuengamme de stad. Om na het geallieerde bombardement de spoorlijnen te repareren moesten de mannen extreem zware arbeid verrichten onder mensonwaardige omstandigheden. Ze werden in een loods van de suikerfabriek van Uelzen ondergebracht. Zo ontstond in de laatste twee maanden van de oorlog het concentratiekamp Uelzen als  Außenlager  van KZ-Neuengamme. Nog voor het einde van de oorlog lieten de autoriteiten van de stad de gevangenen naar Neuengamme terugbrengen. Velen van hen kwamen onderweg om het leven.
Van 1945 tot 1963 bevond zich in Uelzen een groot doorgangskamp voor vluchtelingen uit aan Duitsland ontnomen gebieden en voor vluchtelingen uit de DDR, vooral rond de periode van de bouw van de Berlijnse Muur.

## Bezienswaardigheden

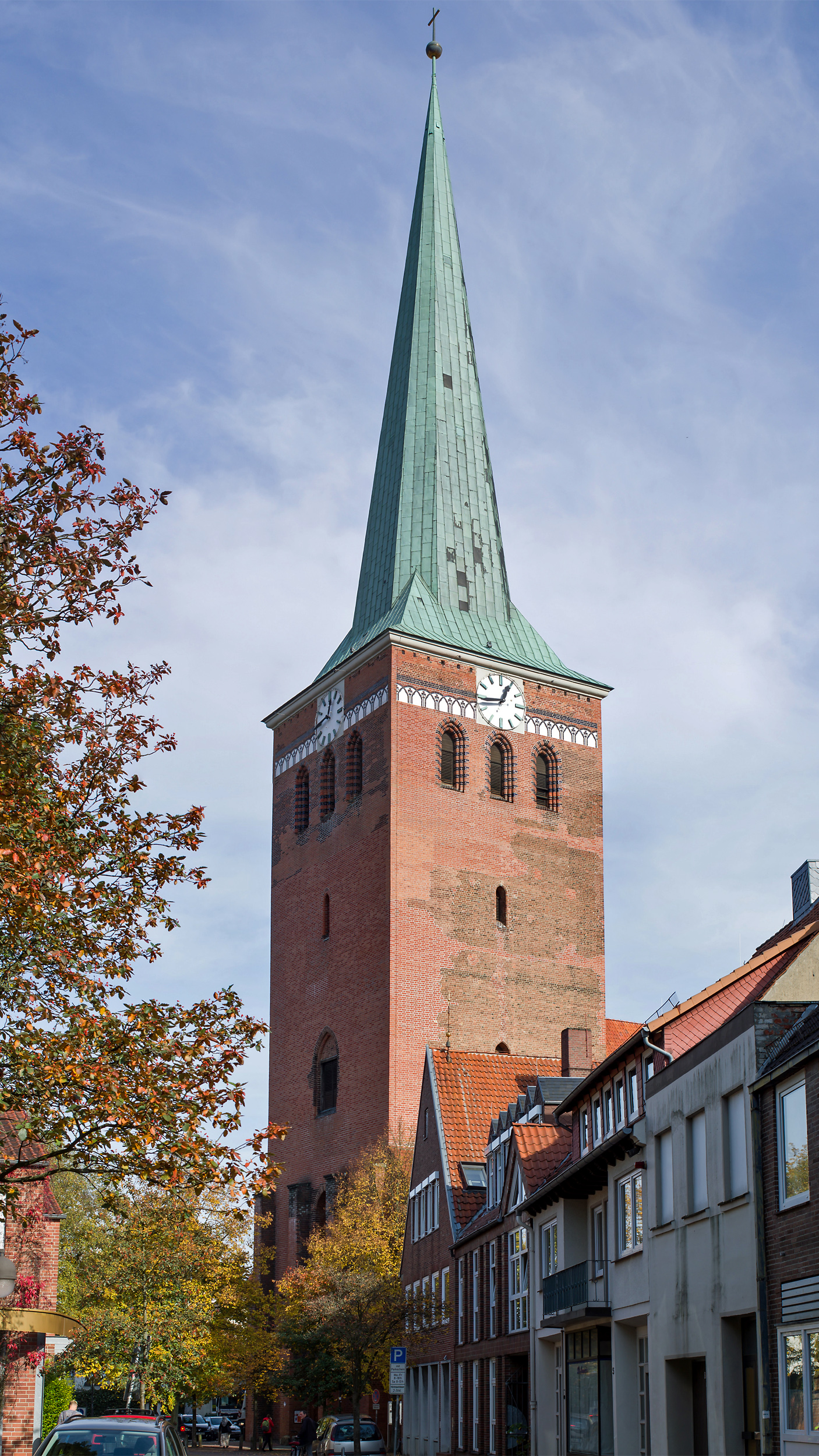
Toren van de Stads- of Mariakerk (evang.-luthers)

- De Onze-Lieve-Vrouwekerk (Marienkirche) uit 1292, in gotische stijl gebouwd, met in het interieur o.a. het Goldene Schiff. Dit is een gouden of verguld scheepsmodel van een kogge, gemaakt in de 16e eeuw; een koopman uit Uelzen zou het in 1598 uit Engeland hebben meegebracht.
- De Heilige-Geestkapel, 14e eeuw
- Diverse andere oude kerken en kapellen in de stad
- Ondanks de vele branden, die de stad hebben geteisterd, zijn in het centrum nog een aantal oude huizen in de Noordduitse baksteengotiek en een aantal fraaie vakwerkhuizen bewaard gebleven. Na de brand van 1826 werden veel huizen in biedermeierstijl gebouwd.
- Tot deze gebouwen behoort de uit het jaar 1500 daterende  Ratsweinhandlung, waarin nog steeds een wijnhandel is gevestigd.
- Schloss Holdenstedt, voormalig 18e- eeuws kasteel in het dorp van die naam, zetel van het plaatselijke museum, met o.a. een interessante collectie meubelen
- Het spoorwegstation heeft omstreeks 2000 een door Friedensreich Hundertwasser  deels zelf ontworpen, deels door hem geïnspireerde facelift ondergaan en is daardoor nu een markant gebouw geworden.
- De meeste dorpen in de omgeving bezitten nog een middeleeuwse of 16e-eeuwse dorpskerk.

## Folklore

### Uelzische Armenessen
Sinds 1397 vindt jaarlijks een charitatief evenement, het Uelzische Armenessen plaats. Dit was oorspronkelijk een brooduitdeling aan alle armen in de stad op de heiligendag van Sint Crispinus en Crispinianus  op 25 oktober. Tegenwoordig is het een door een kerkdienst voorafgegaan charitatief diner, met muziek en zang, waaraan iedereen tegen betaling kan deelnemen. De opbrengst gaat naar diverse goede doelen, o.a. ten bate van daklozen.
Het Uelzische Armenessen is , met een meer dan 600-jarige traditie, een van de oudste nog bestaande  van dit soort evenementen ter wereld.
De oudste tekst over deze uitdeling is uniek omdat hij bewaard is gebleven, dateert van rond 1400 en luidt:
Dat uns unse stad und dor quid und vriej wart wedder antwordet, dar umme sint wi vorscreven radmanne endrechtliken des to rade worden, dat wi und unse nakomelinge, we de na tiden desser suluen stad radmann sint, willet und scullet to ewigen tiden in de ere des almechtighen godes, siner leven muder Marien, alle godeshilgen, besunderen sunte Crispini et Crispiniani, in erem dage mit des provestes willen singen laten de sculre und up den orghelen ene erlike missen van den sulven hilgen und laten ok kopen enen schapesbuc und zeden und dar to so vele brodes, als me des dar to behuvet, und gheven dat armen luden, de des bedorven, umme godes willen.
In het Nederlands vertaald is dit ongeveer:
Omdat ons onze stad en poort weer vrij werd overgeleverd, daarom zijn wij hiervoor beschreven raadsleden  en tot de raad gerechtigden overeengekomen, dat wij en onze nakomelingen, die na ons in dezelve ( = deze) stad raadsman ( = raadslid) zullen zijn, zullen, ter ere van de almachtige God, zijn ( = Jezus') lieve moeder Maria, alle heiligen van God, in het bijzonder St. Crispijn en Crispinianus, op hun (heiligen-)dag met toestemming van de proost , laten zingen een prachtige Heilige Mis met orgelmuziek, ter ere van deze heiligen. Ook kopen wij een schaapsbok en zieden (= koken) die, en daarbij zoveel brood, als men daartoe behoeft, en geven dat aan arme lieden, die daaraan behoefte hebben, ter wille Gods.

### Uhlenköper

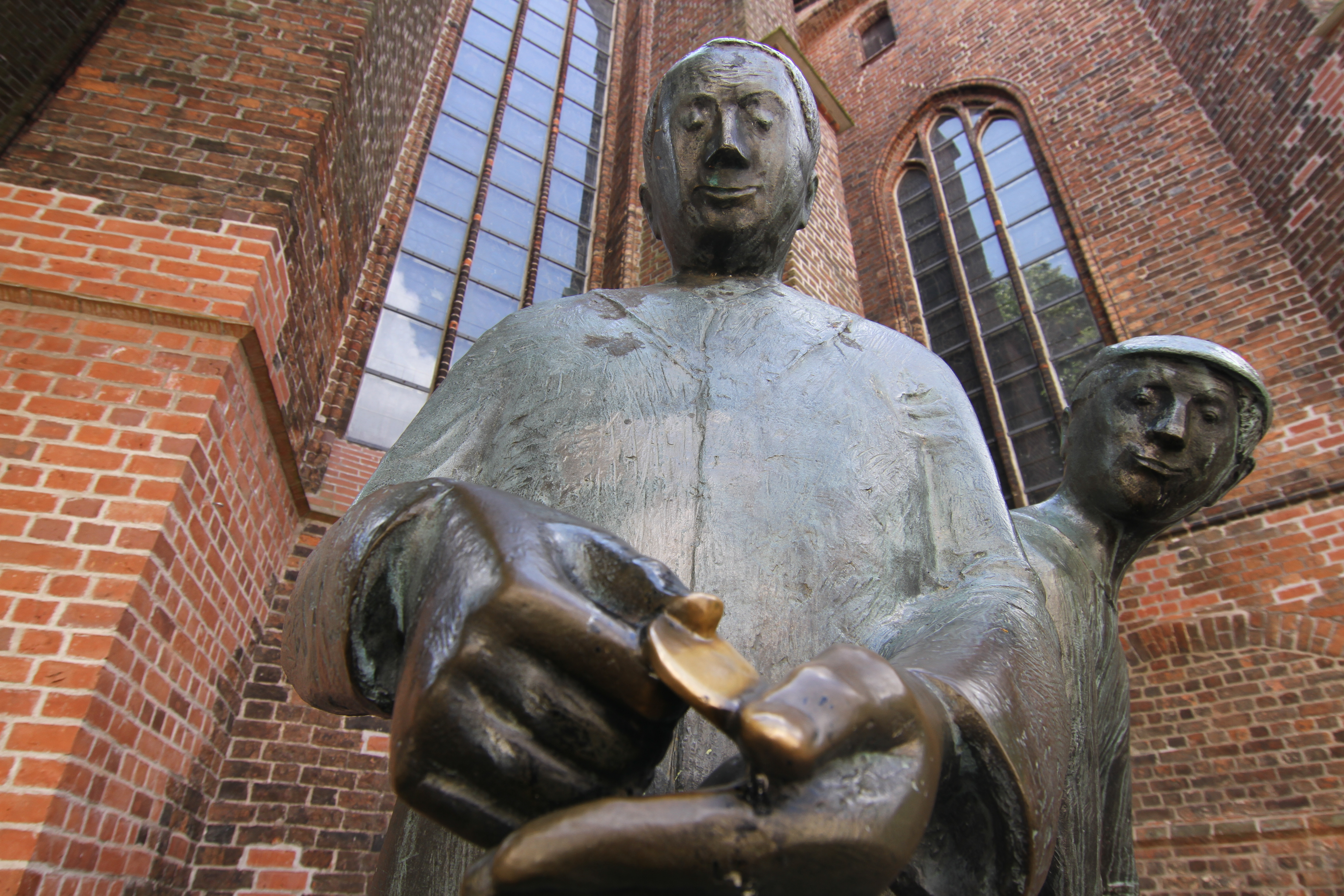
Uilenkoper-beeldje gemaakt door Karlheinz Goedtke, 1966

Uelzen wordt in de regio ook wel de Uhlenköperstadt (uilenkopersstad) genoemd. Dit gaat terug op een oude sage, dat een Uelzer burger van een boer uilen in plaats van korhanen kocht. Korhoenvlees was lang geleden een delicatesse, en op de nabijgelegen Lüneburger Heide komt het korhoen nog steeds voor.
Het verhaal gaat, dat een slimme boer van het platteland de stad Uelzen in ging, met in zijn bagage een zak met levende inhoud. Daar ontmoette hij een nieuwsgierige koopman, die hem vroeg, wat er in die zak zat. De boer antwoordde in zijn dialect:  Baarftgaans (iets wat barrevoets gaat), wat de handelaar echter ten onrechte als Barkhahns (Birkhähne, korhanen) verstond. Deze betaalde de boer een vorstelijke som geld, zonder in de zak te kijken. Thuisgekomen wilde hij zijn vrouw de pasgekochte korhanen laten zien, maar toen hij de zak open deed, fladderden er drie uilen uit en richtten allerlei schade in het huis van de koopman aan. De koopman klaagde de boer daarna aan. De boer zei echter tot zijn verdediging,  dat hij toch duidelijk  Baarftgaans had verkocht  en het feit, dat uilen barrevoets lopen, was toch niet te ontkennen. De rechter zou zich zozeer over de slimheid van de boer hebben geamuseerd, dat hij deze vrijsprak.
Vandaar, dat de  Uelzers tot op de huidige dag  „Uhlenköper“, uilenkopers, worden genoemd. Een bronzen beeldje bij de Onze-Lieve-Vrouwekerk herinnert aan deze sage. Wanneer men over het muntje van het beeldje wrijft, en er tegelijkertijd voor zorgt, dat er muntgeld in de broekzak rinkelt, zal men altijd genoeg geld hebben. De munt glanst daardoor vanwege het vele wrijven.

## Verkeer en vervoer

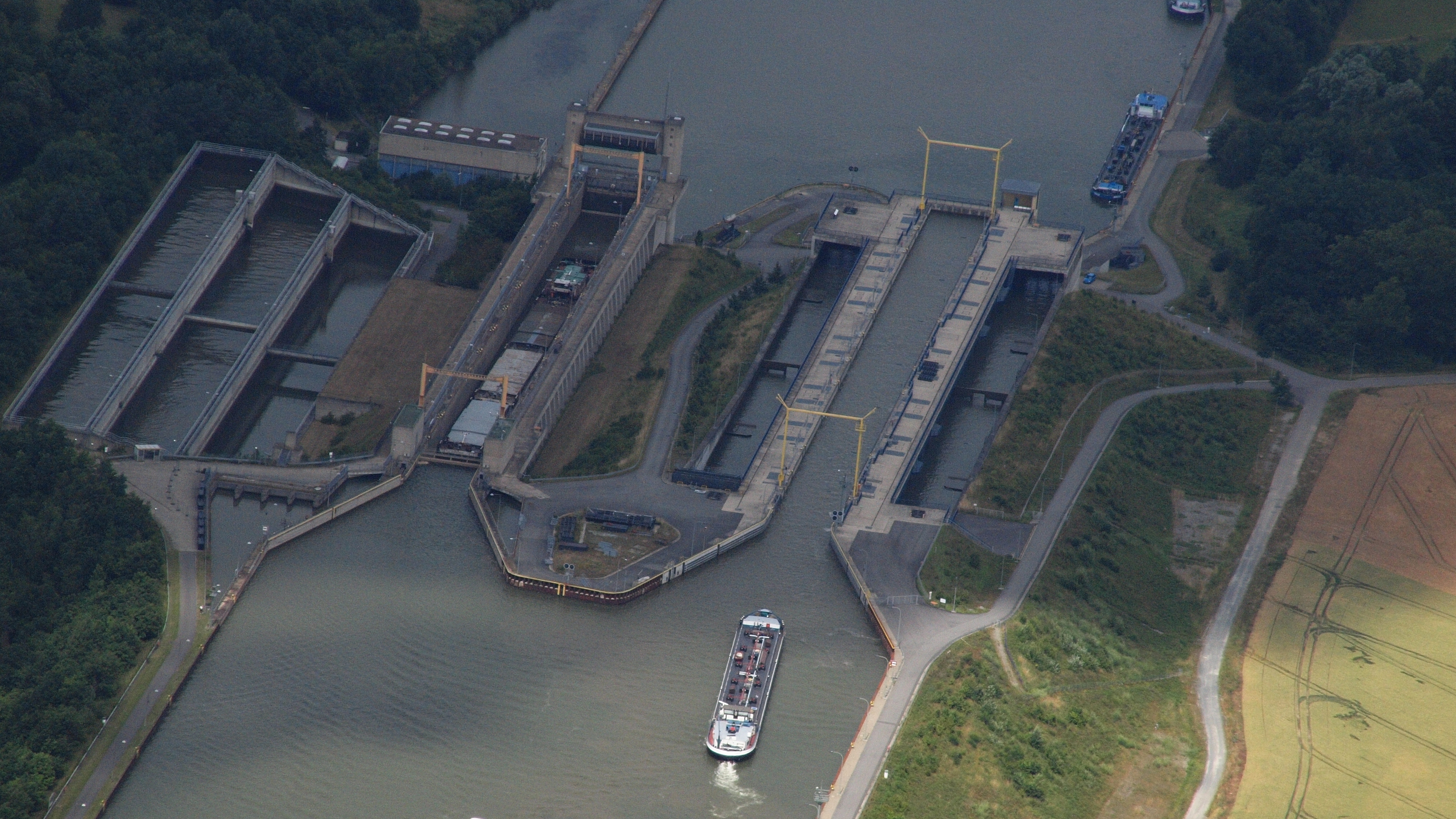
Sluis in het Elbe-Seitenkanal

Uelzen is een spoorwegknooppunt. Vanuit station Uelzen kan men, per trein van de Deutsche Bahn of van een van de twee geprivatiseerde spoorwegmaatschappijen in de regio, naar o.a. de volgende steden reizen:
- Hamburg
- Frankfurt am Main
- Göttingen
- Berlijn
- Magdeburg (Maagdenburg)
- Braunschweig (Brunswijk)
- Bremen

De stad ligt niet zeer dicht bij een autosnelweg. Autoverkeer is op de Bundesstraßen, wegen met 2 rijstroken, aangewezen. Oostelijk om de stad heen gaat de noord-zuid lopende Bundesstraße 4. Vanuit de stad in ongeveer oostelijke richting lopen de Bundesstraße 493 en iets meer zuidelijk de Bundesstraße 71.
Uelzen ligt aan het Elbe-Seitenkanal en heeft daar -naast een jachthaven- een drukke binnenhaven, bereikbaar voor vrachtschepen met een tonnage en diepgang t/m die van de Europaklasse alsmede voor duwbakcombinaties tot 200 meter lengte. 
Op 7,5 km ten zuidoosten van de stad, in Esterholz, gemeente Wrestedt, bevindt zich in dit kanaal een tweetal grote sluizen. De nieuwste daarvan, gebouwd in 2006, is een zgn. spaarsluis, waarvan de sluiskolk 190 meter lang en 12,6 meter breed is. 
Er zijn plannen om de binnenhaven van Uelzen nog aanzienlijk uit te breiden.
Enige kilometers ten westen van de stad, in het dorpje Barnsen, ligt een klein vliegveld (één verharde start-/landingsbaan van 800 m lengte).

## Economie

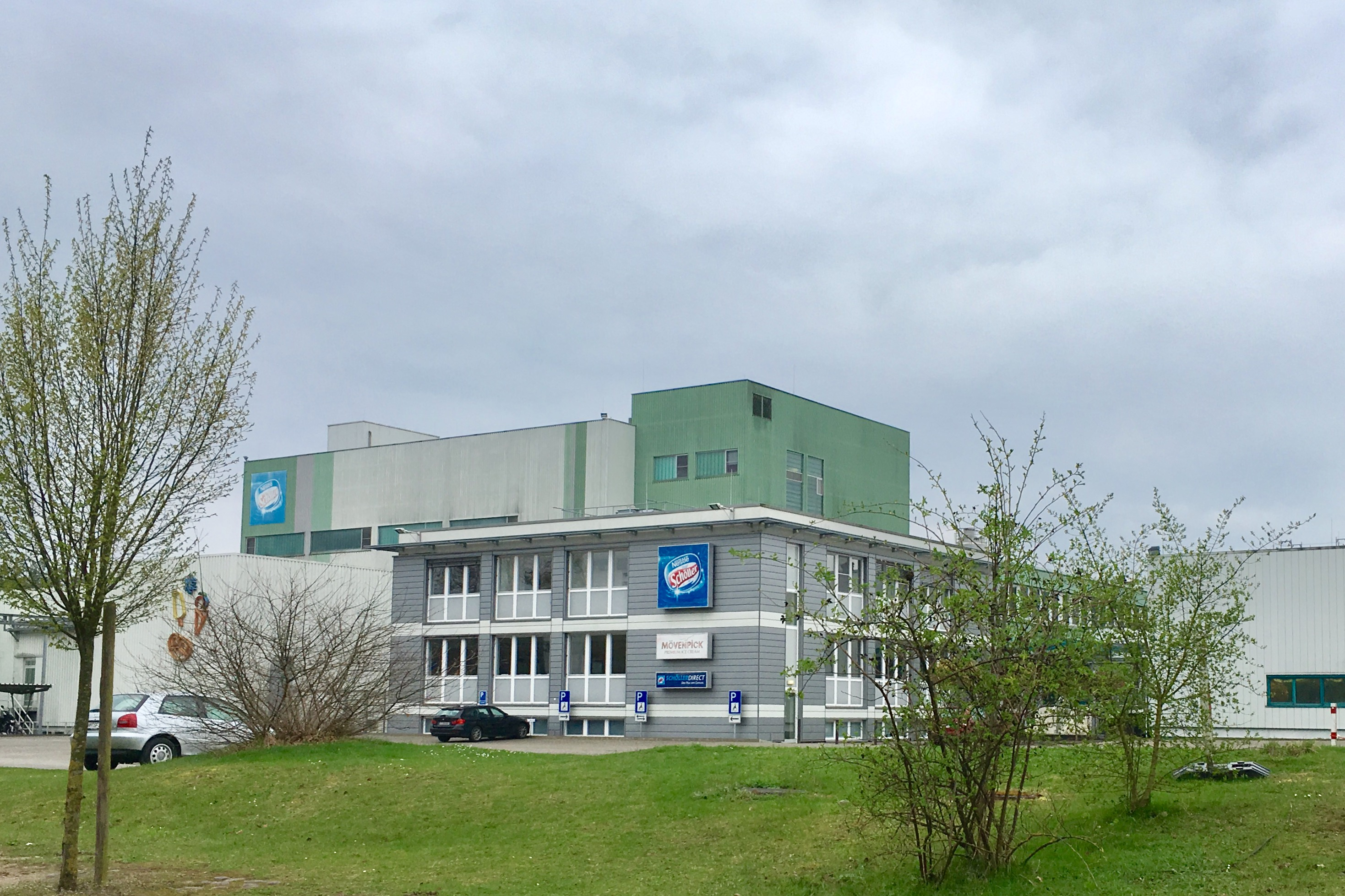
De Nestlé-fabriek

In Uelzen is de voedingsmiddelenindustrie van belang, met name die van suiker, van zuivelproducten en consumptie-ijs.
Verder zijn er, mede gezien de aanwezigheid van een haven en een spoorwegknooppunt, veel handels- en logistieke bedrijven, en is er het hoofdkantoor van een verzekeringsmaatschappij gevestigd. Ook herbergt Uelzen een districtskantoor van de politie, waar ongeveer 450 mensen werken, en een belangrijk bureau van de Duitse tegenhanger van Rijkswaterstaat, het Wasserstraßen-und Schifffahrtsamt, waar zich de verkeersleiding bevindt voor alle scheepvaart op het Elbe-Seitenkanal. De stad beschikt ook over een gevangenis.

## Bekende inwoners van Uelzen

### Geboren
- Ernst I van Brunswijk-Lüneburg (1497-1546), hertog van Brunswijk-Lüneburg
- Eberhard August Wilhelm von Zimmermann (1743-1815), zoöloog
- Friedrich Kuhlau (1786-1832), voornamelijk in Denemarken werkende componist
- Theodor Zincke, (1843-1928), chemicus, zie ook: Zincke-Suhl-reactie
- Rebecca Harms (1956), politica

### Overig
- Johann Peter Eckermann, (1792-1854), dichter, vriend van Johann Wolfgang von Goethe, was jarenlang stadssecretaris te Uelzen

## Partnersteden
- 21 gemeenten nabij Rouen, Frankrijk
- Barnstaple, Engeland
- Tikaré, Guibaré, Burkina Faso
- Kobryn, Belarus

## Galerij

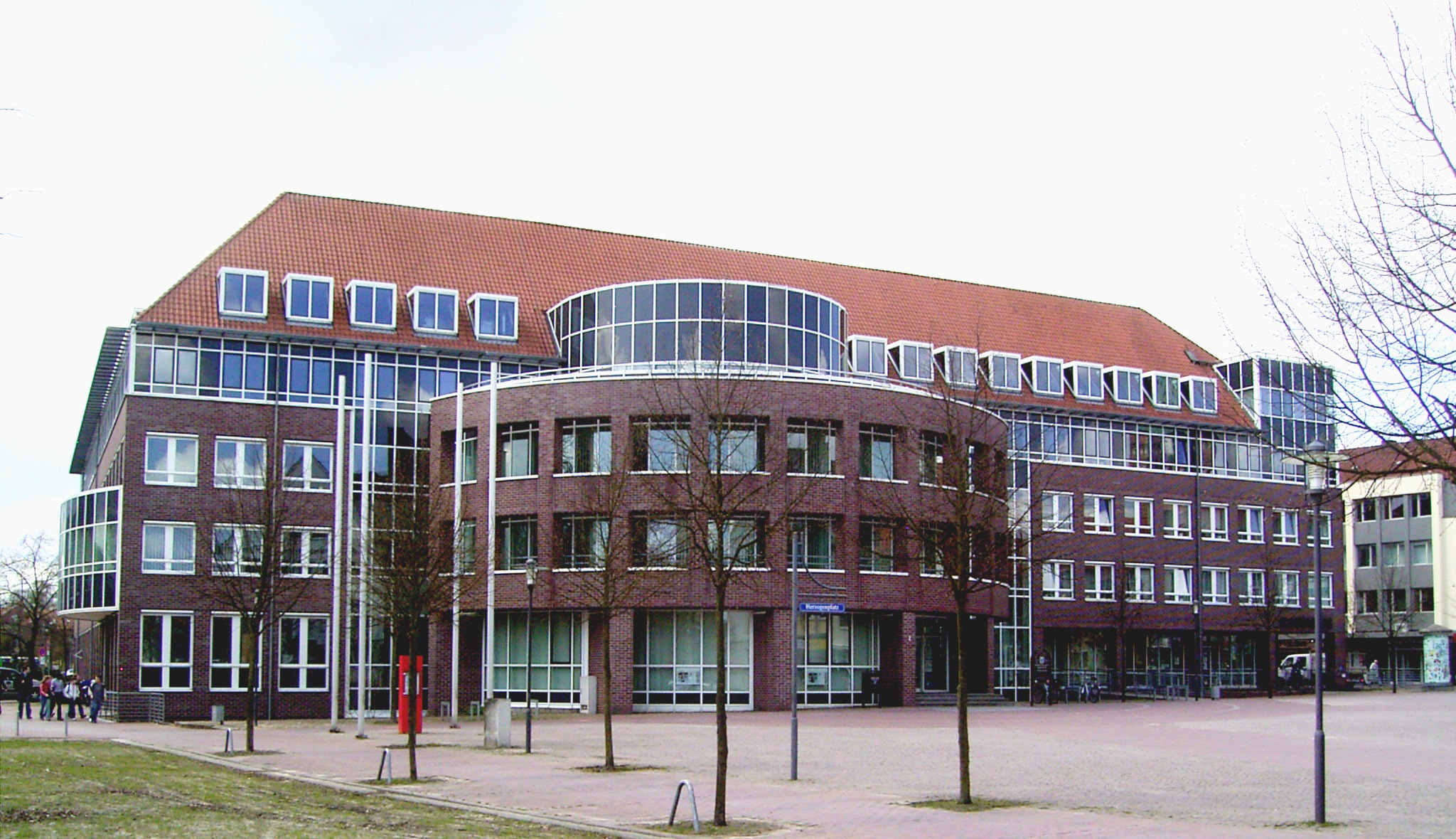
Raadhuis van Uelzen
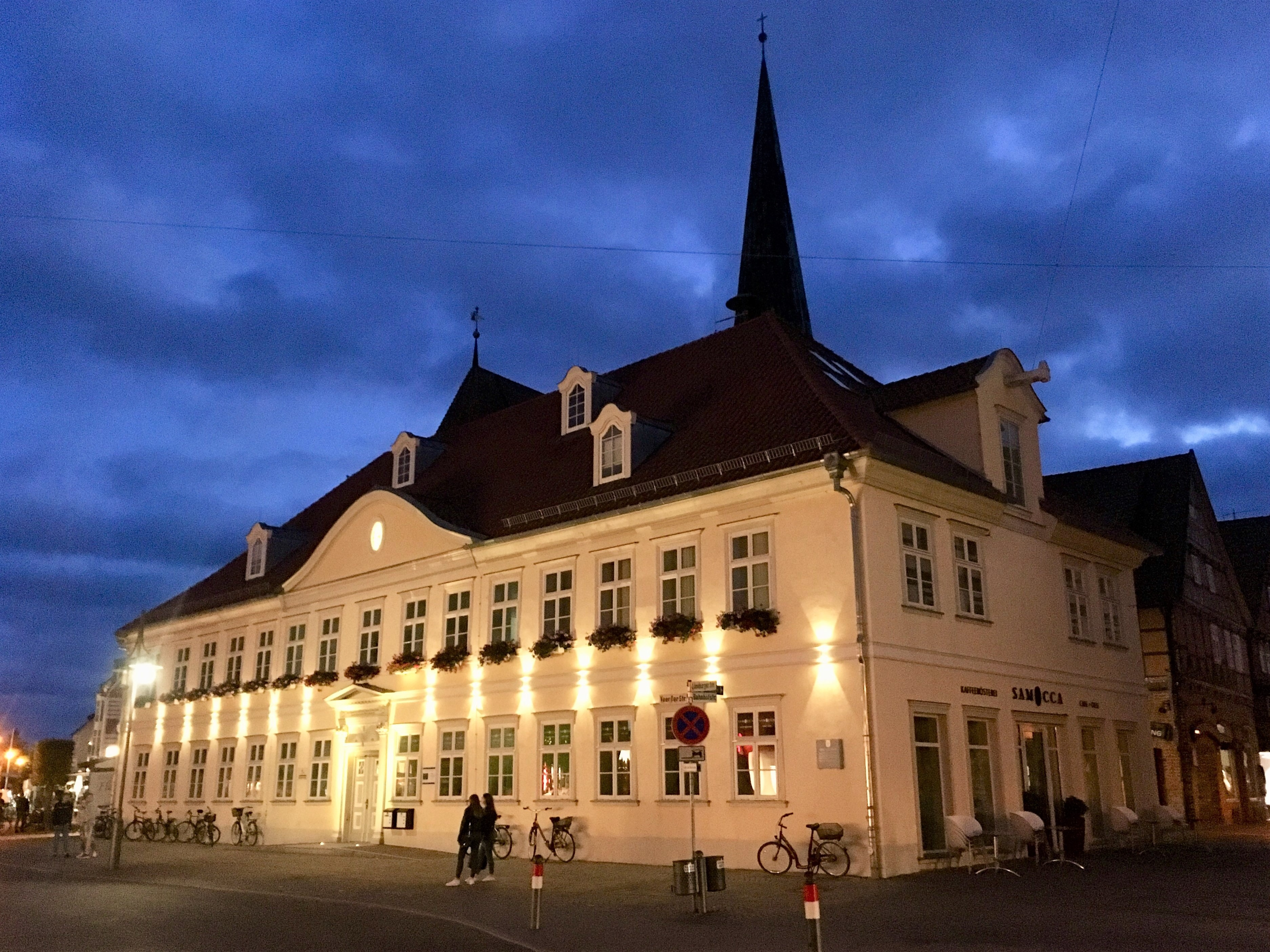
Het oude raadhuis (bouwjaar 1347; in 1789/90 verbouwd)
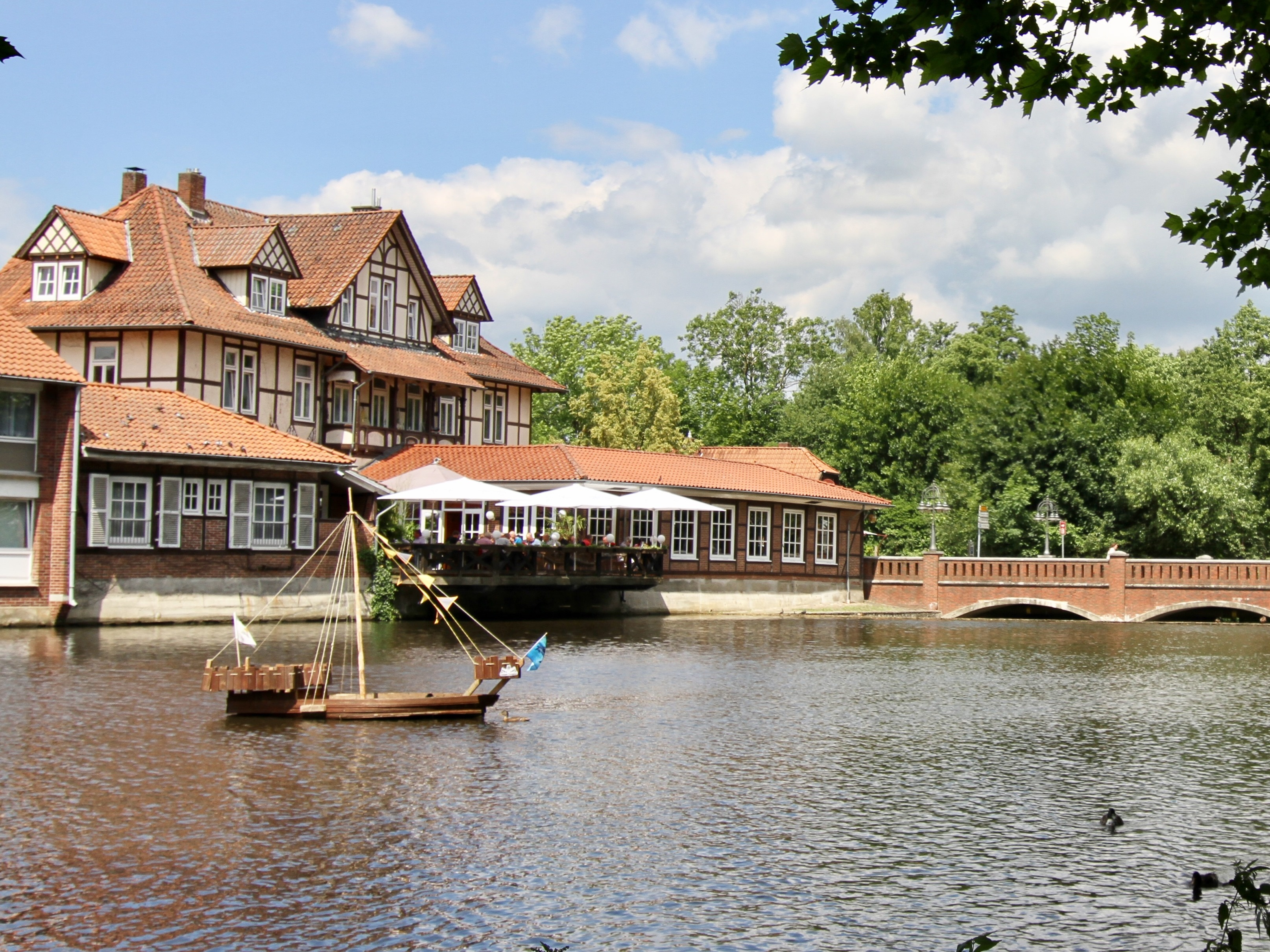
Raadhuisvijver bij de Ilmenau
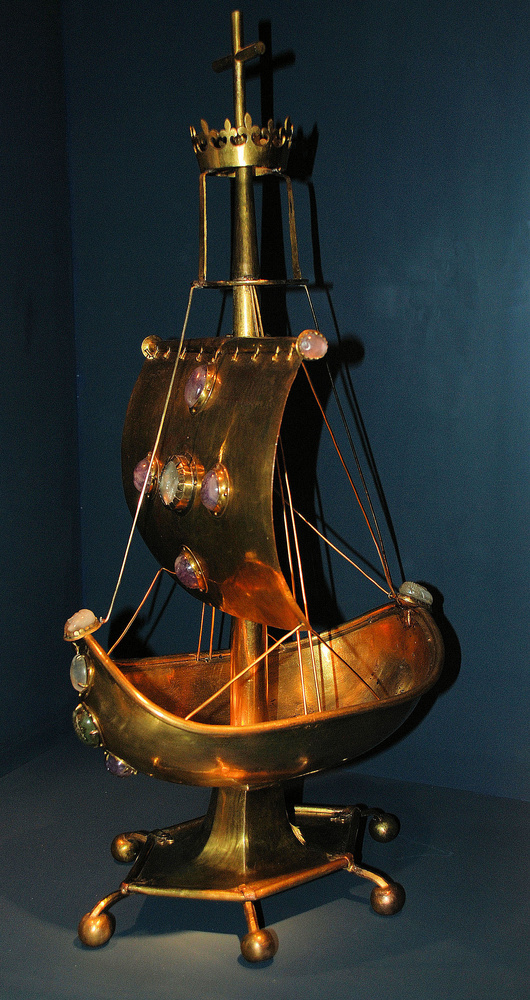
Het Goldene Schiff
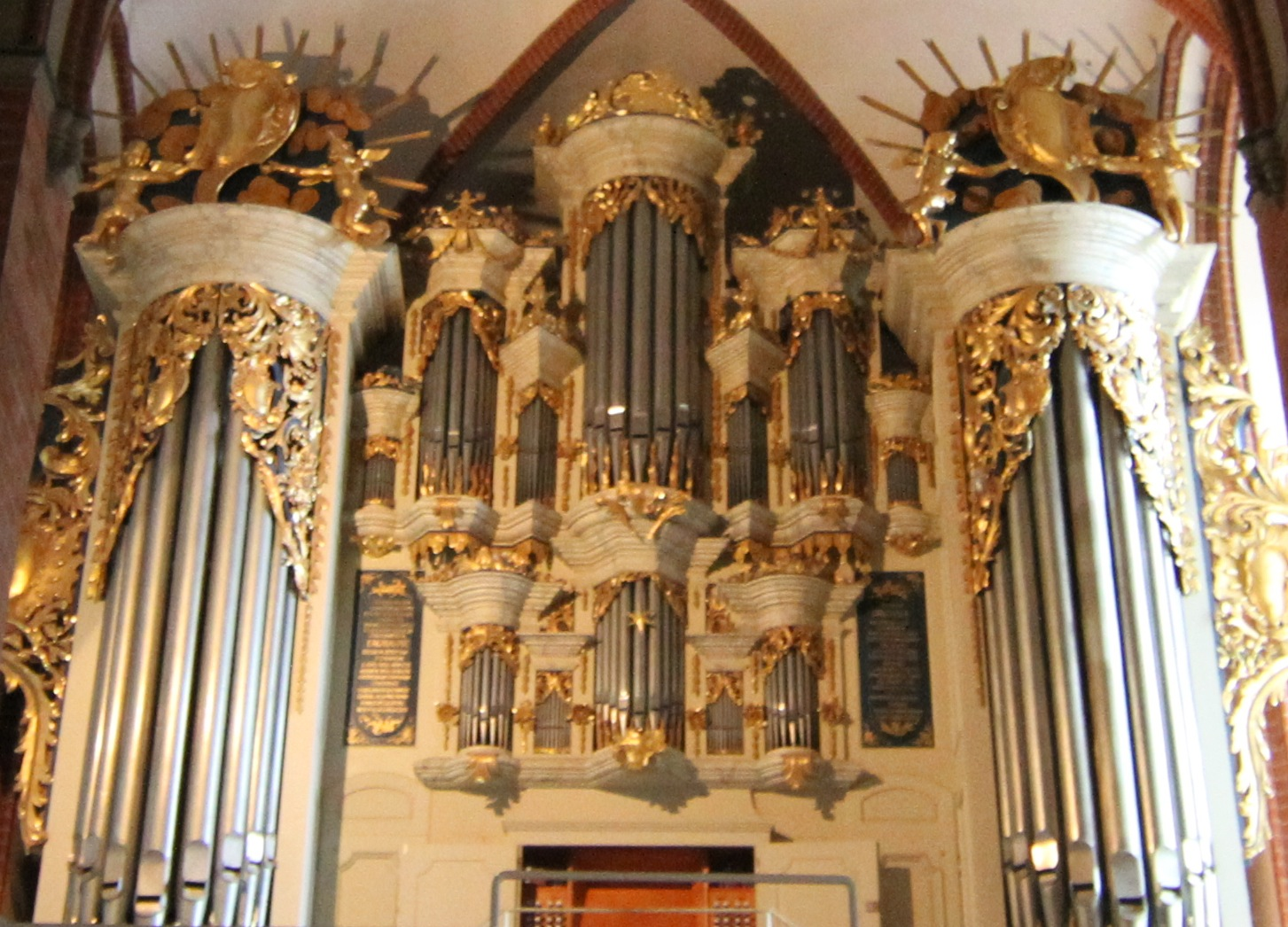
Orgel in de Stads- of Mariakerk
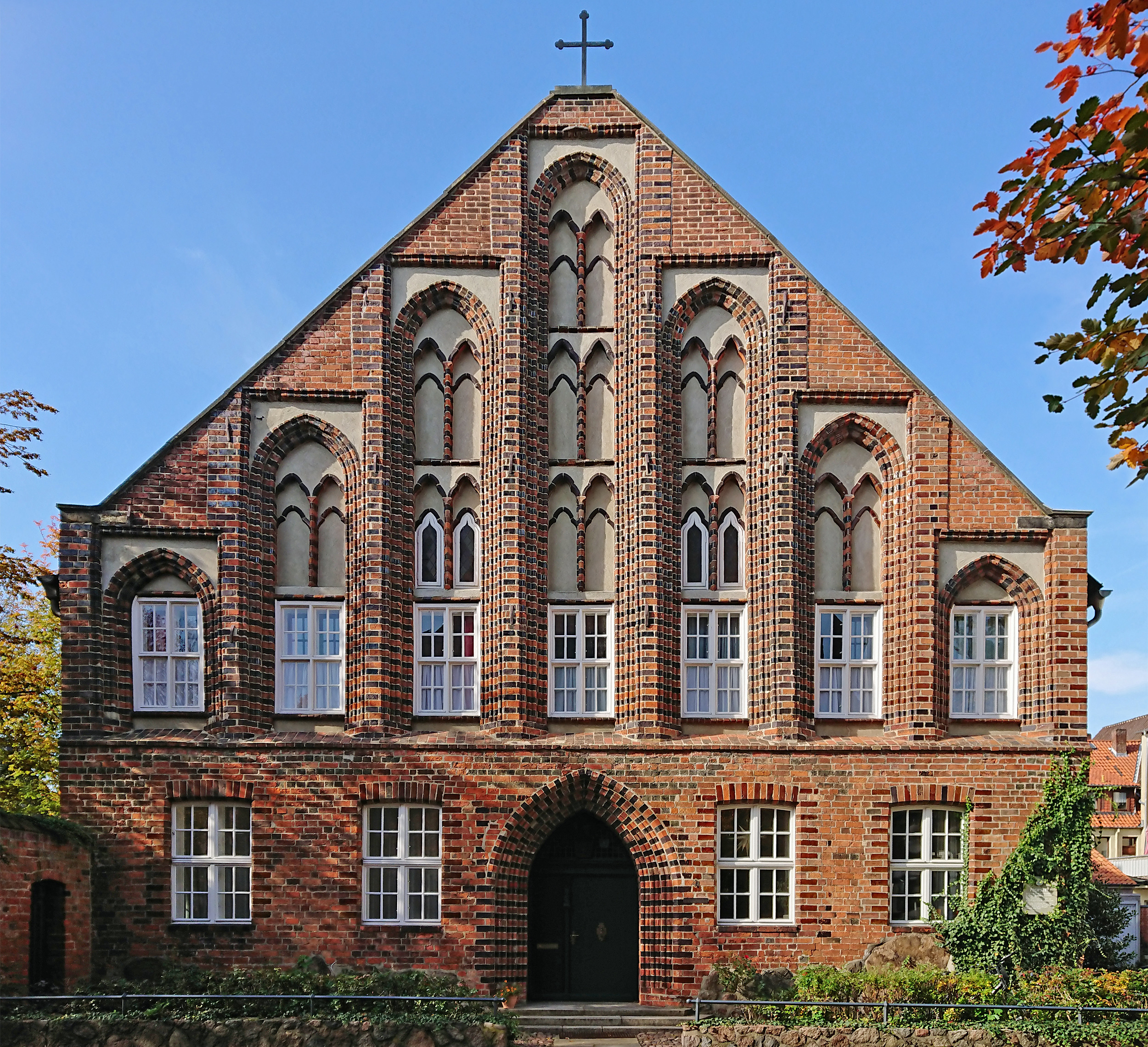
Proosdijhuis bij de Stads- of Mariakerk
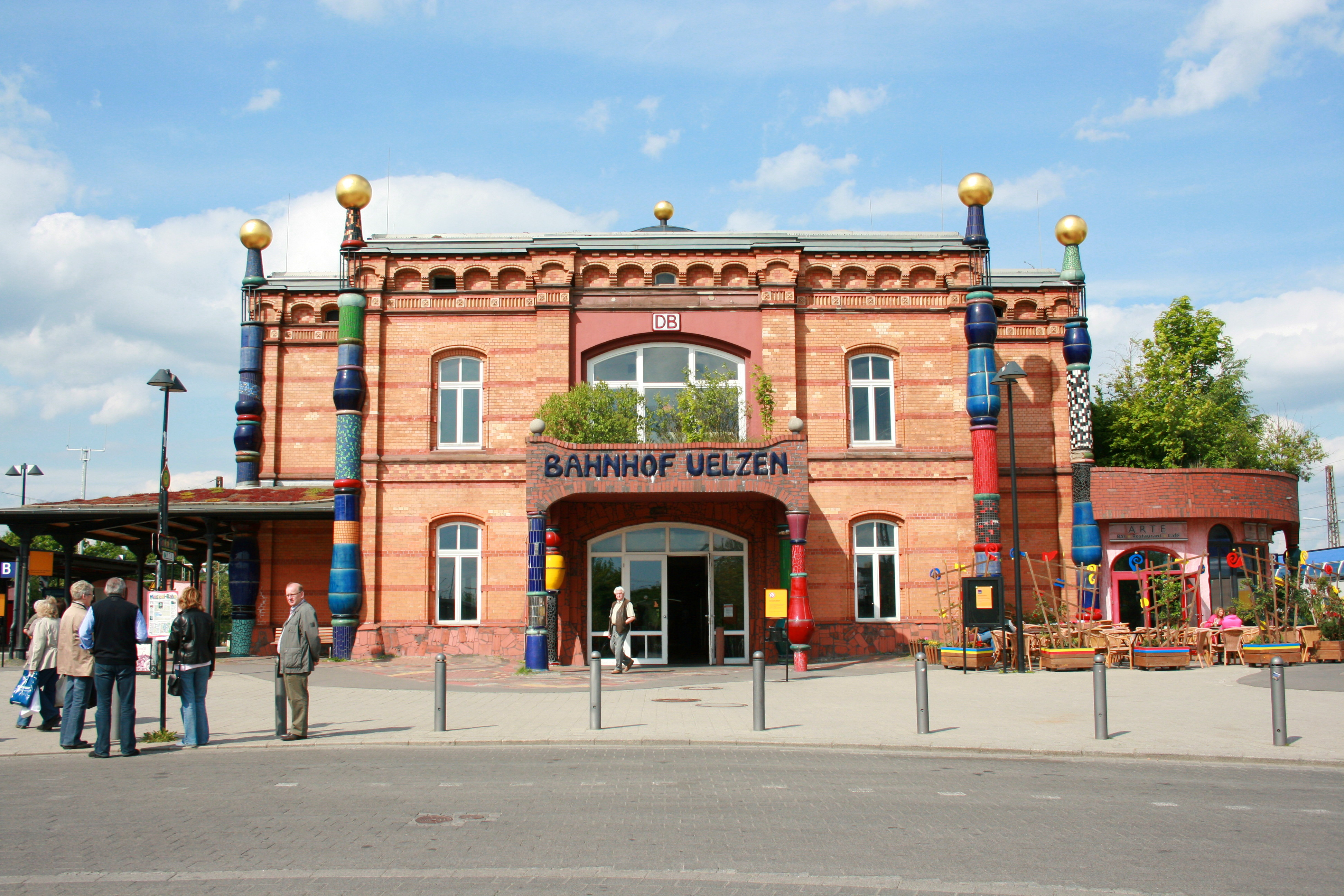
Het door Hundertwasser aangepaste station
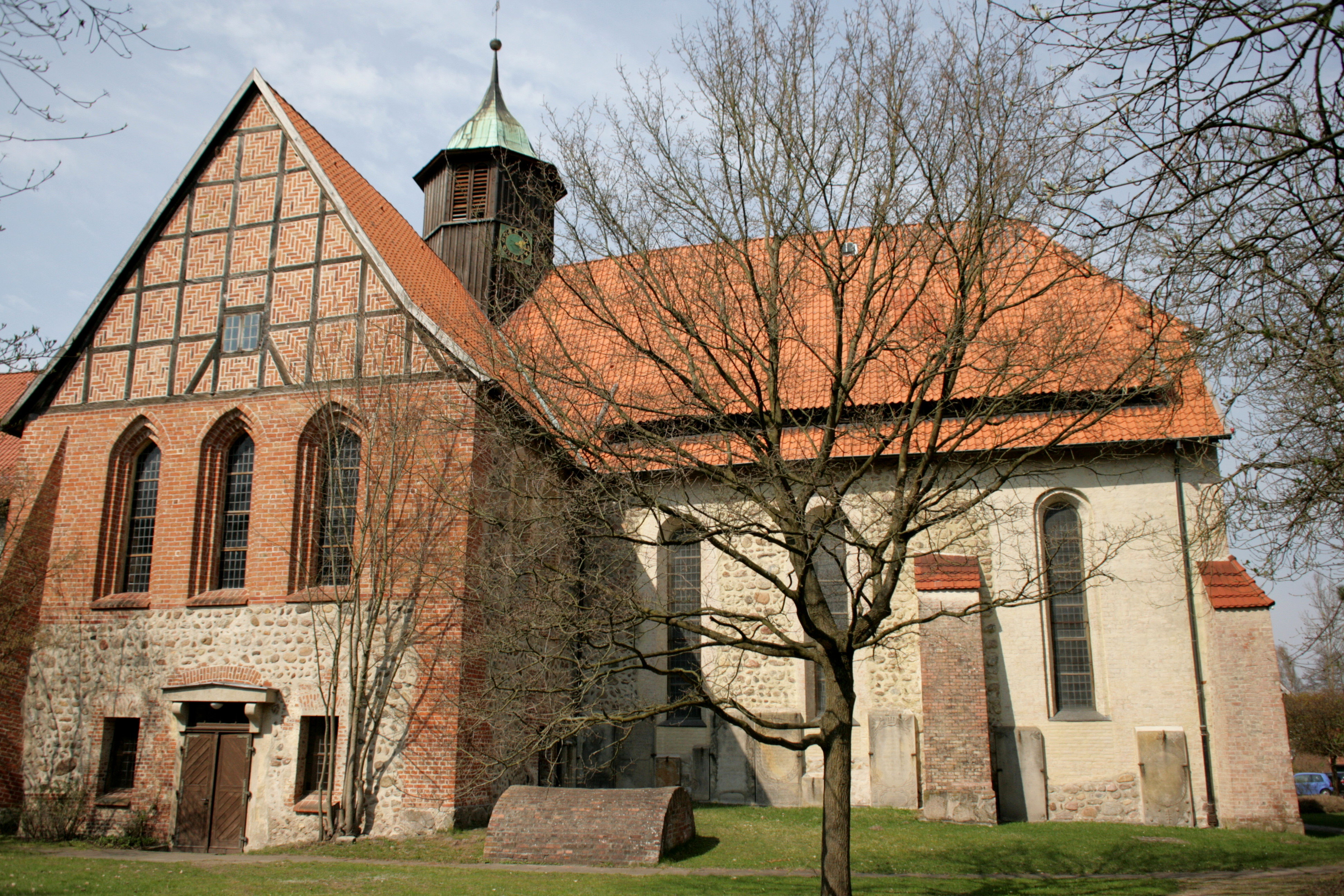
Kloosterkerk Oldenstadt
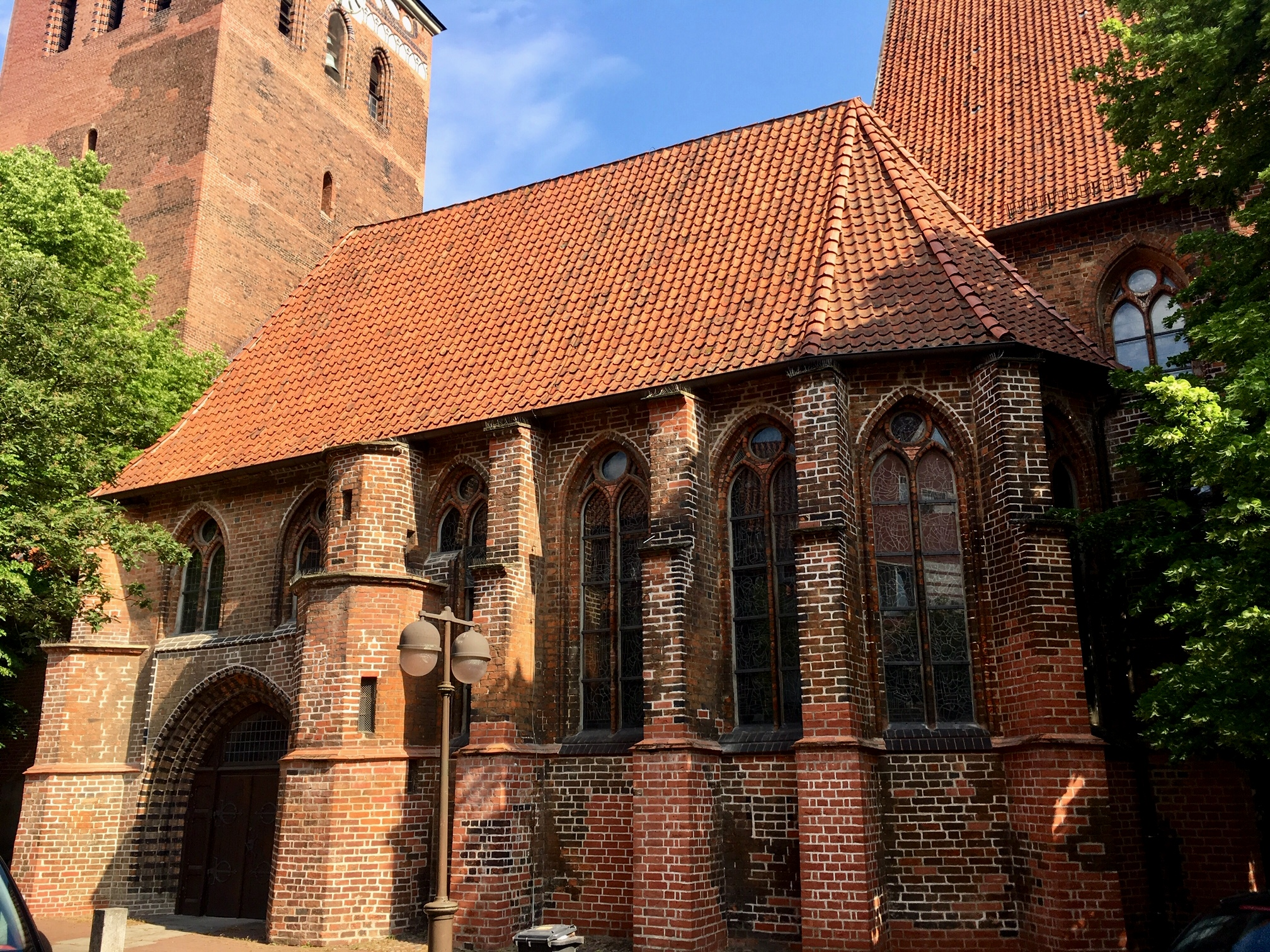
Apostelkapel, anno 1357
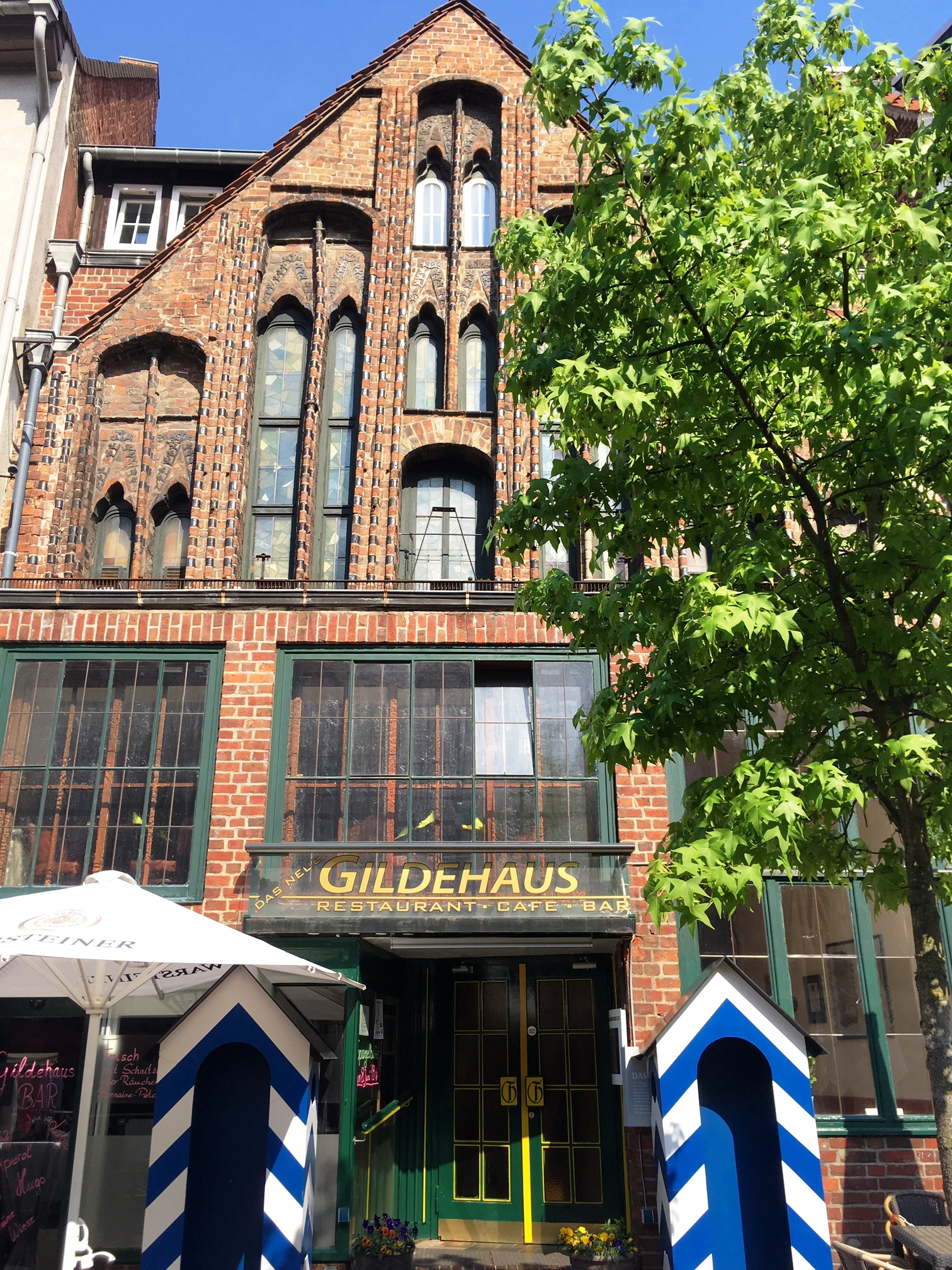
Gildehuis, Veerßer Straße, 15e-eeuws
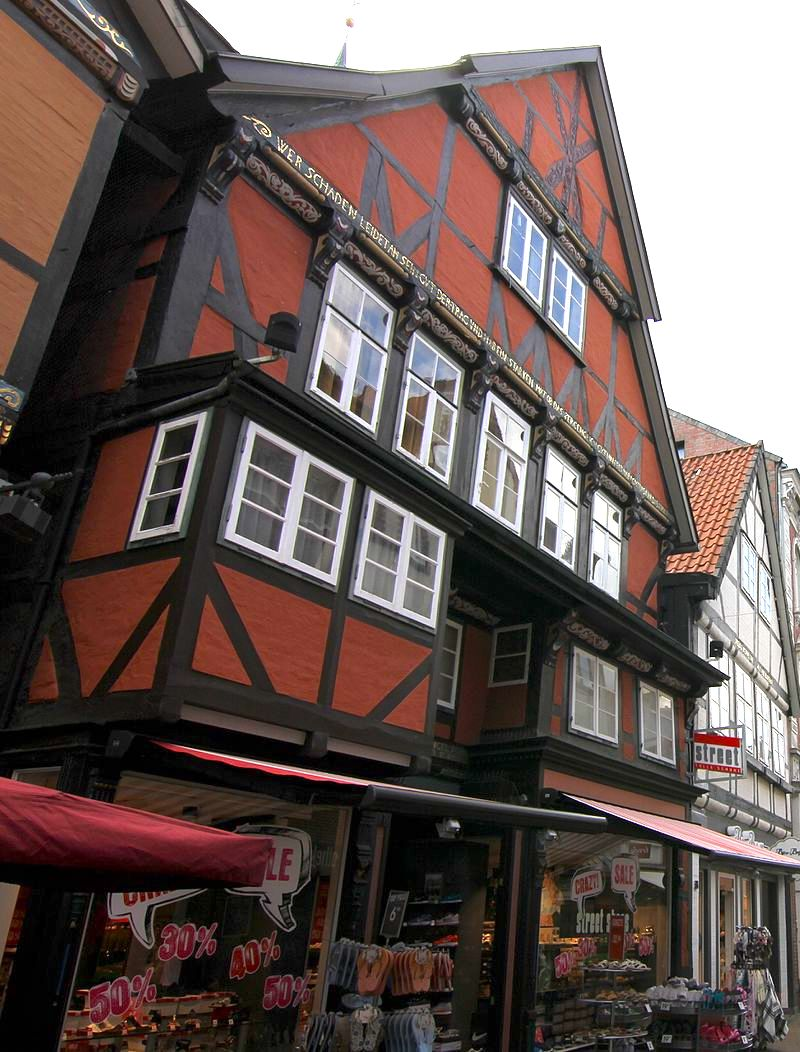
Het Tuchmacherhaus
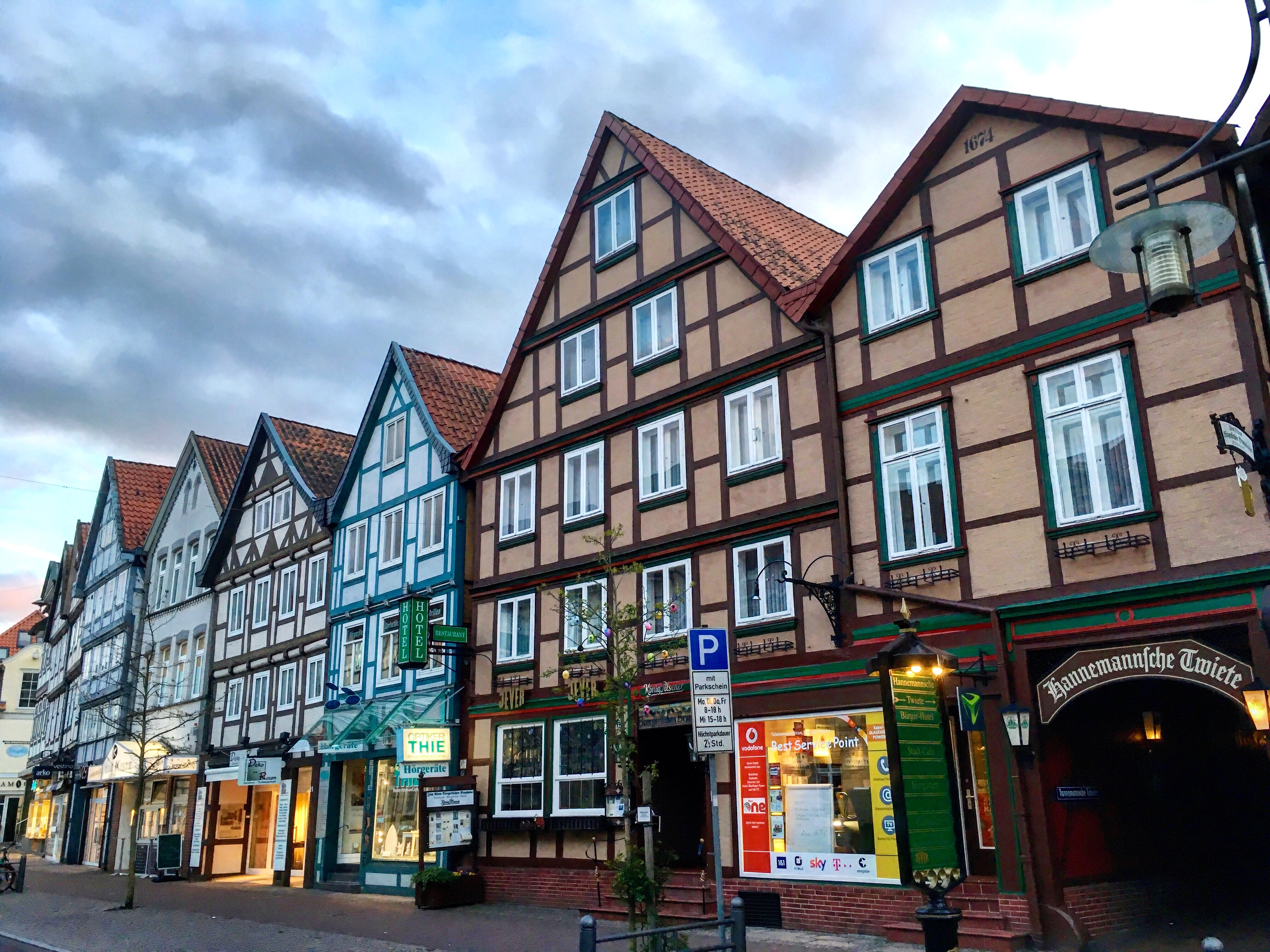
Oude huizen  in de Lüneburger Straße
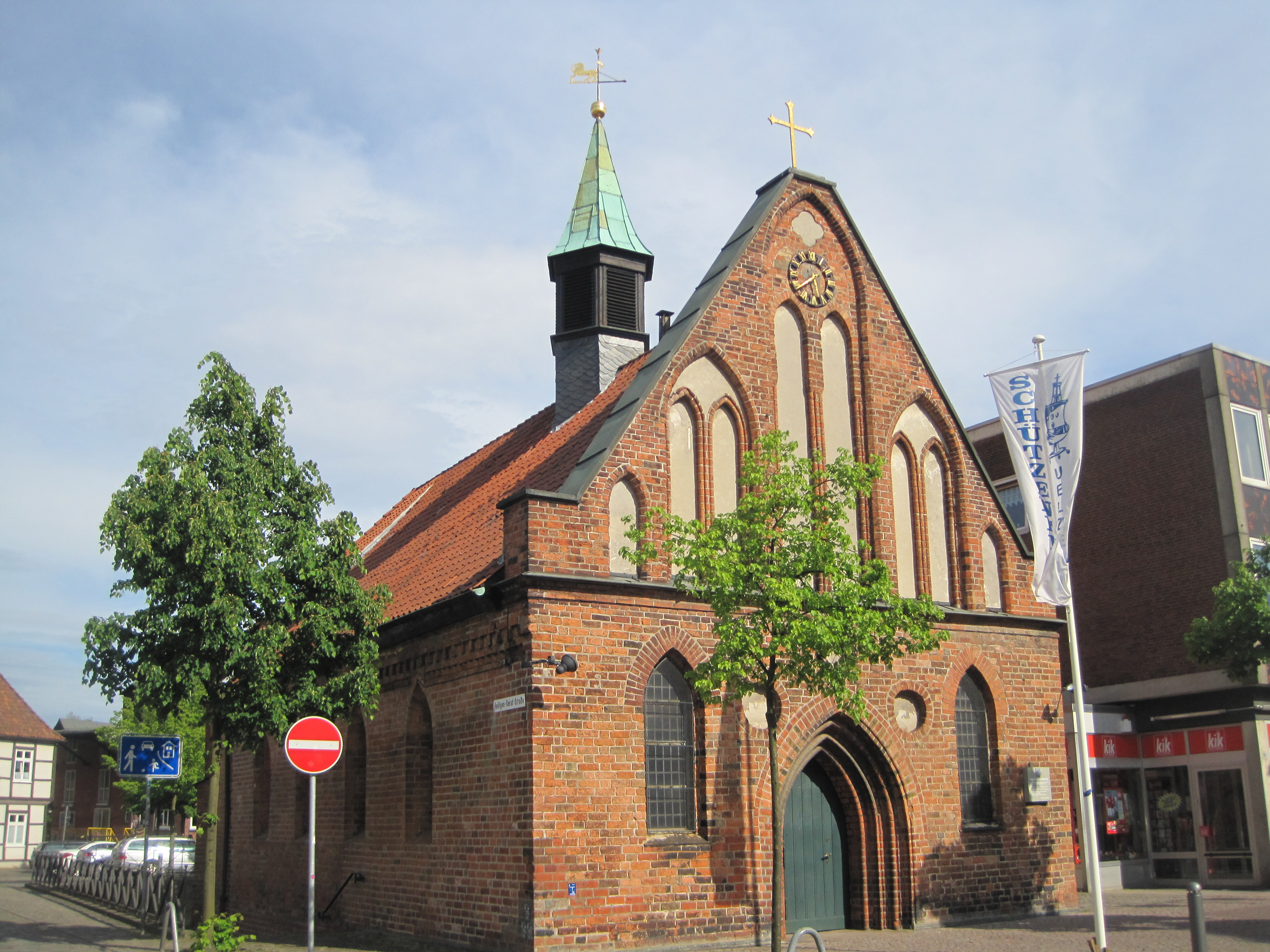
Heilige-Geestkapel, 14e-eeuws
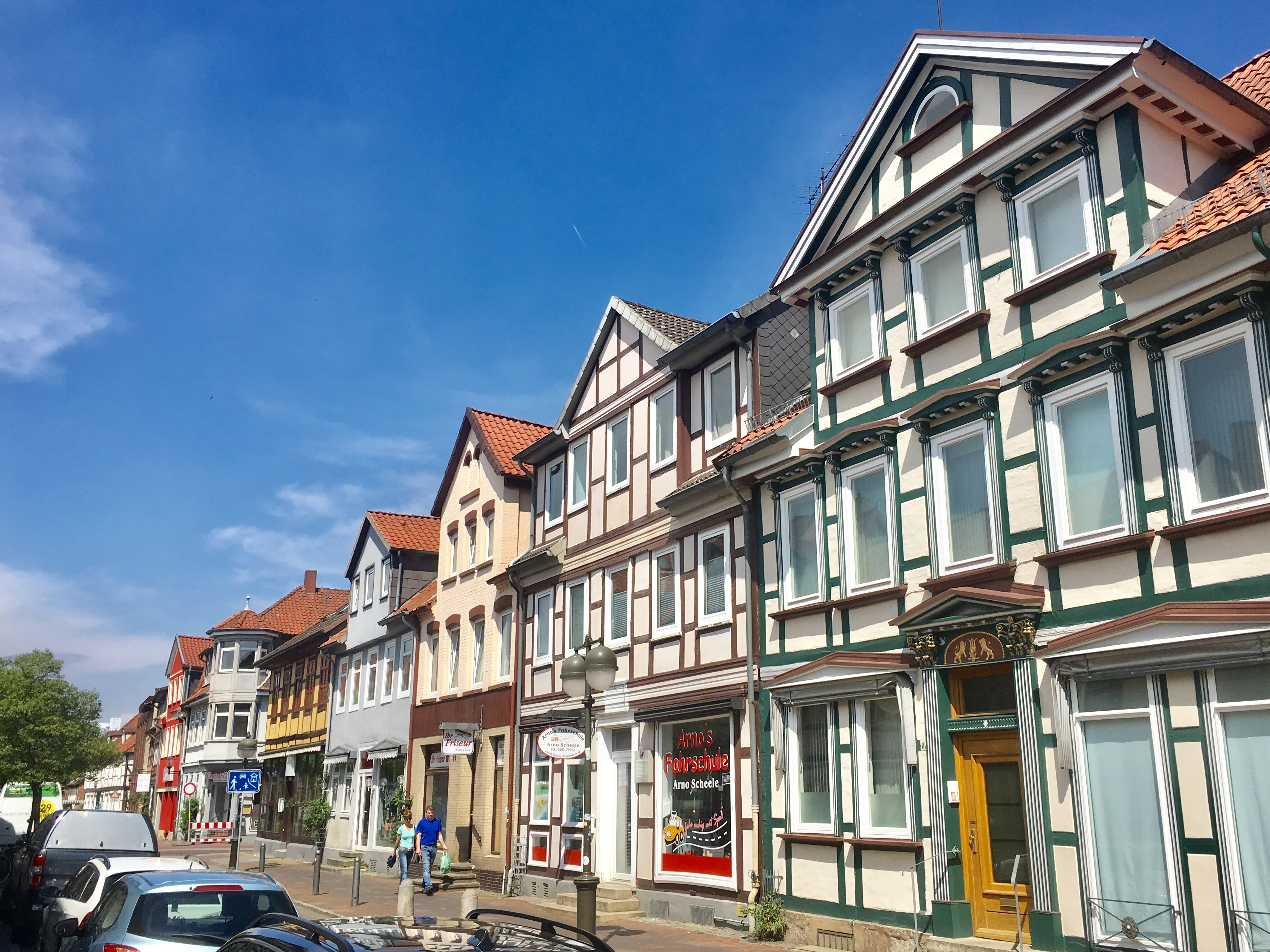
Vakwerkhuizen in de Schmiedestraße
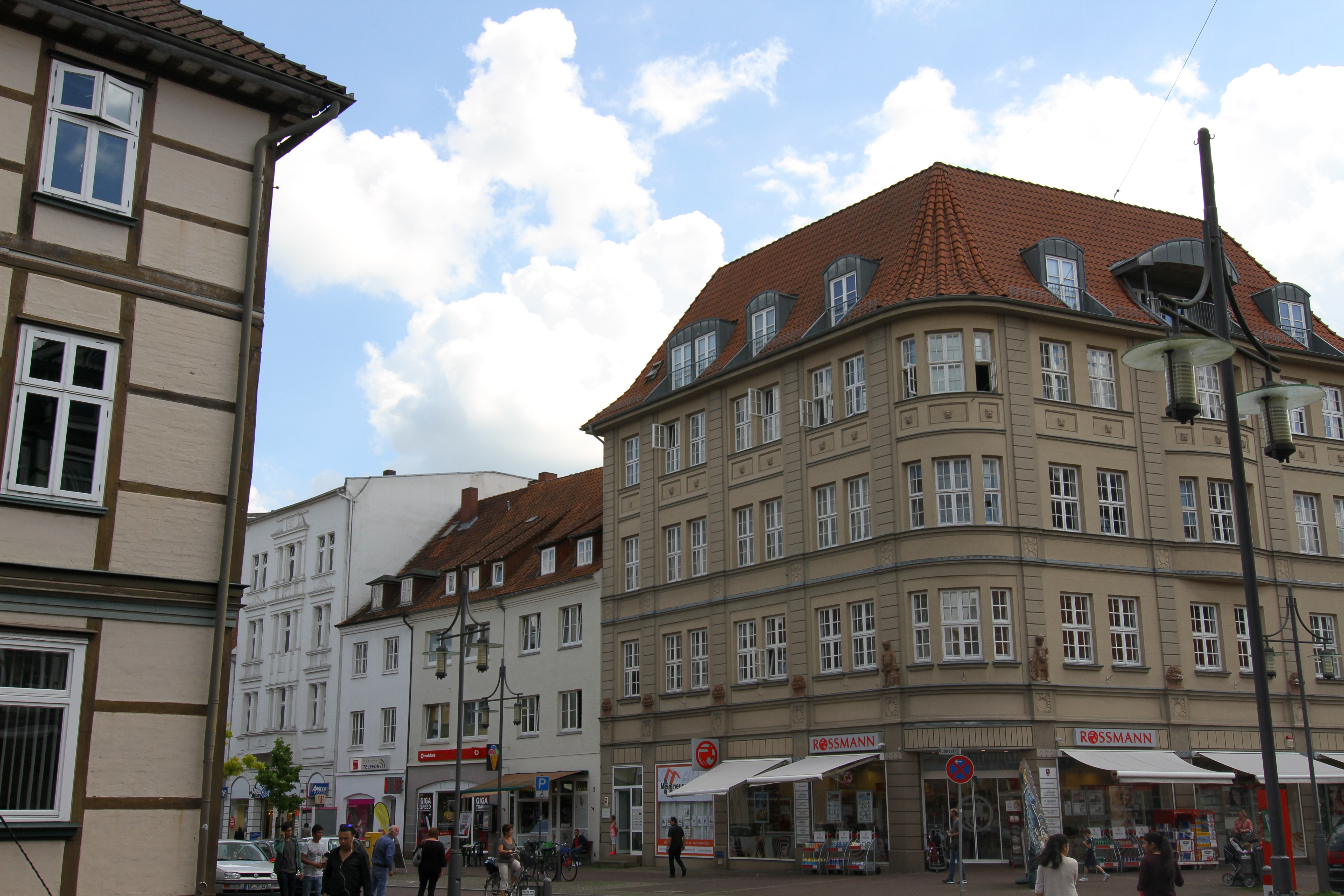
Töbinghaus in het centrum
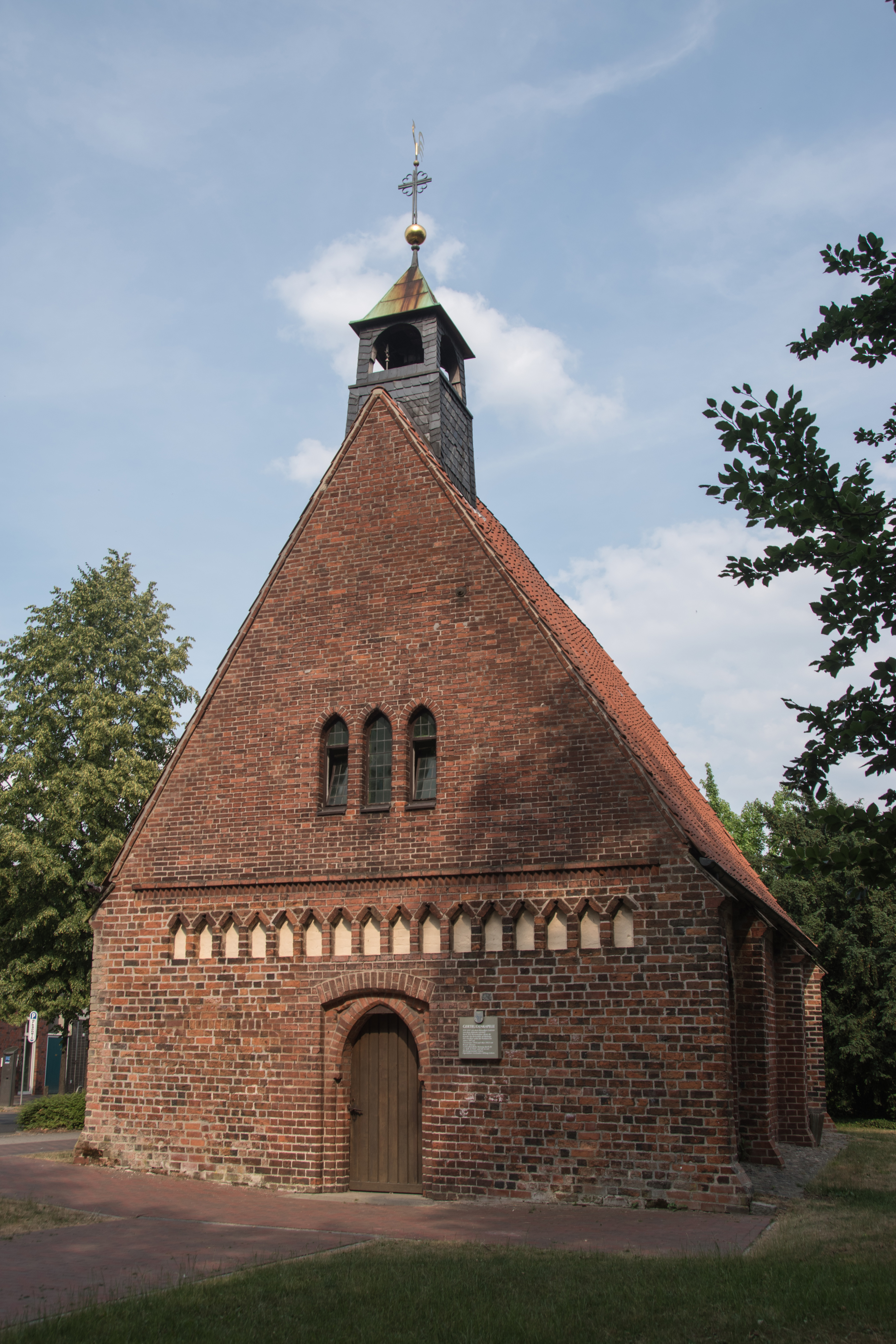
Geertruidenkapel, 16e-eeuws
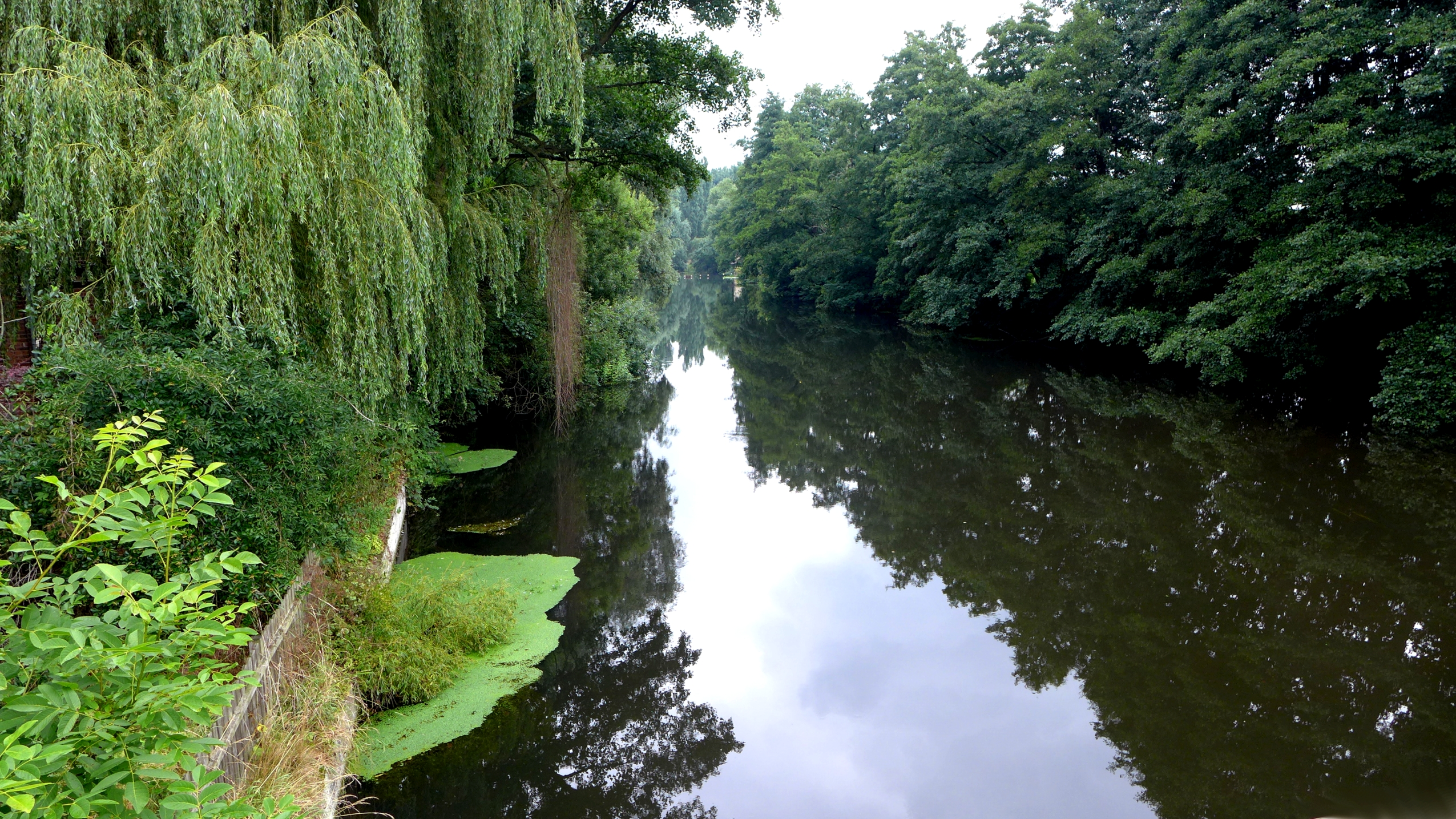
De Ilmenau in de stad
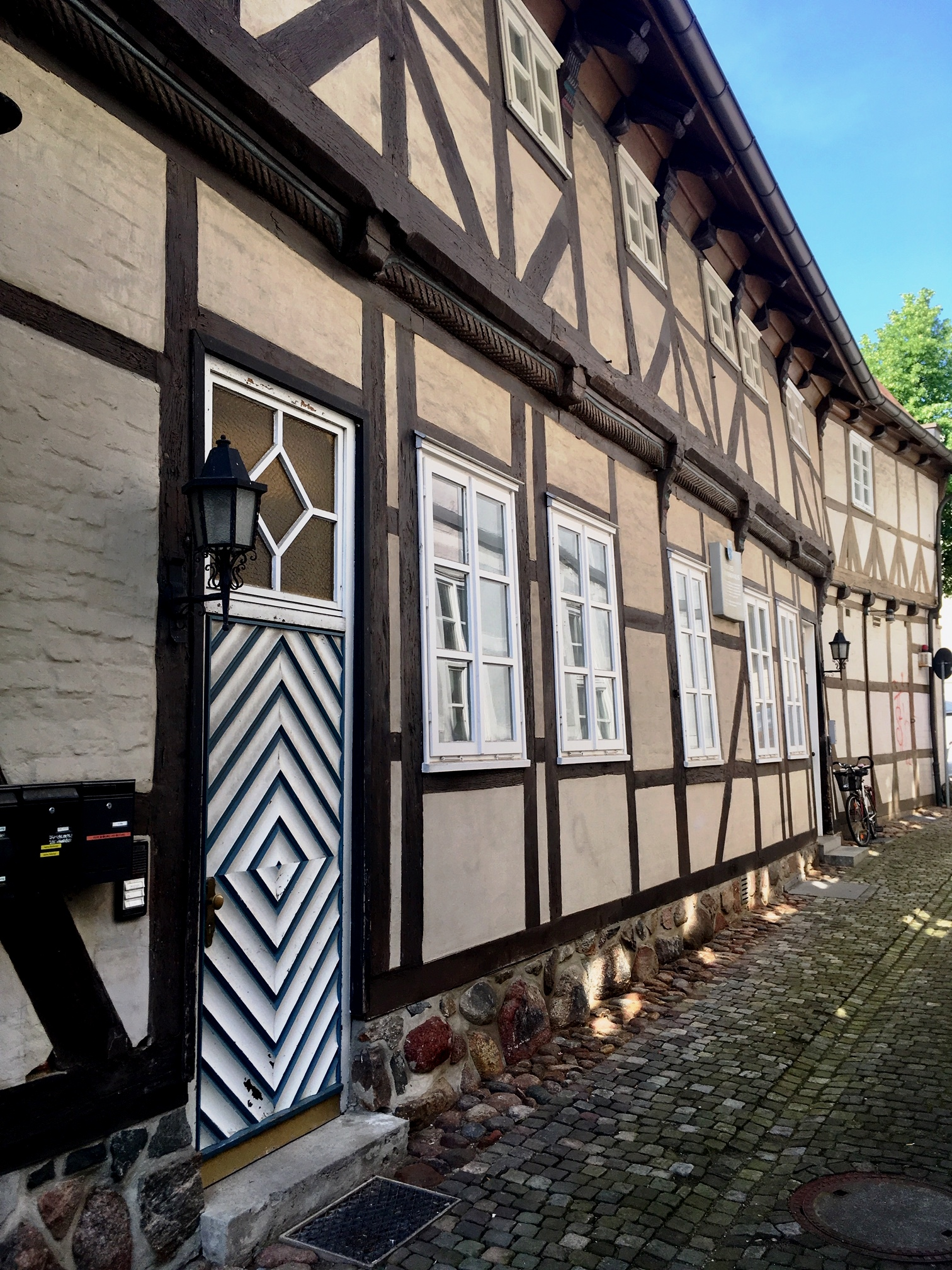
Vakwerkhuis in de stad, anno 1594
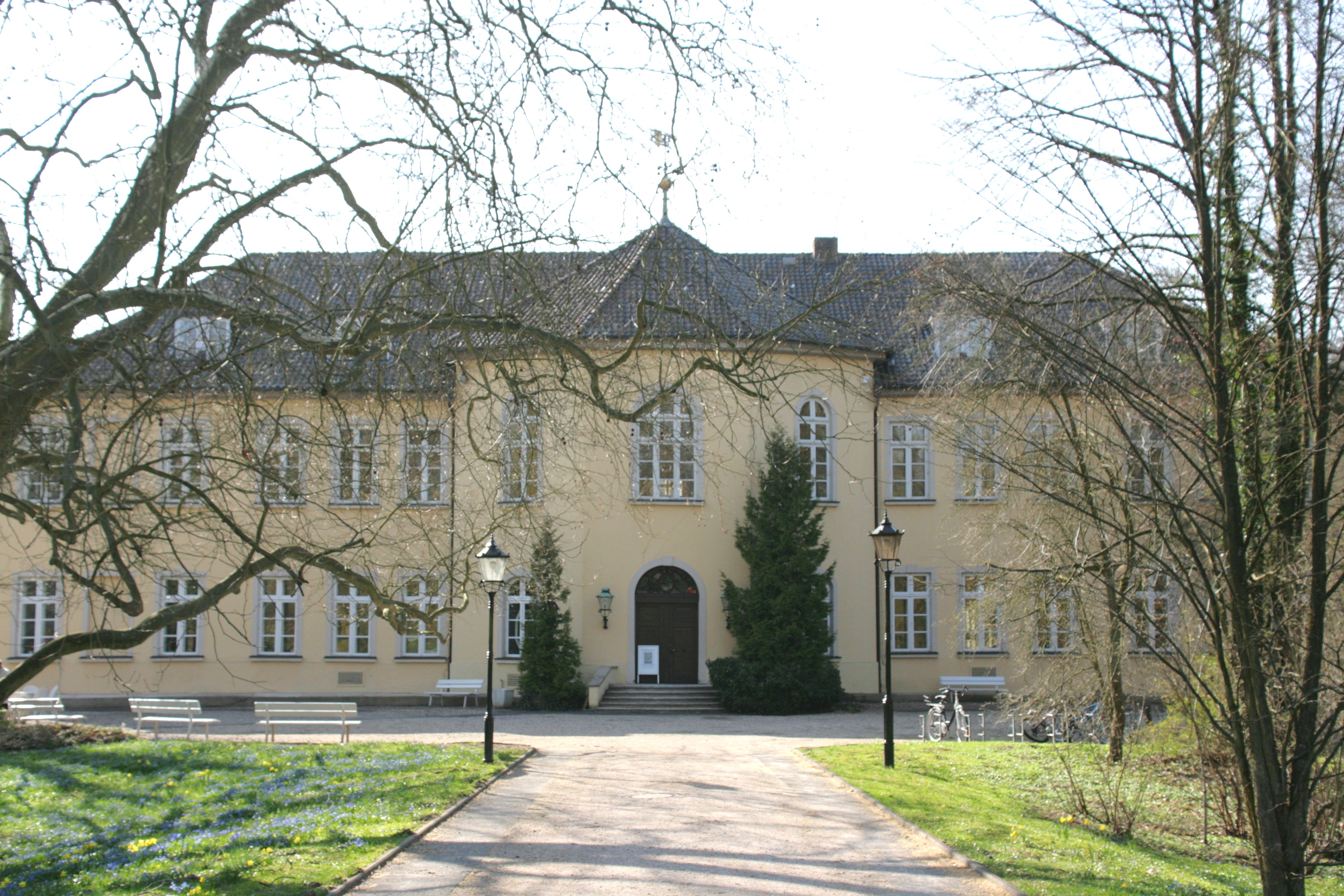
Museum in kasteel Holdenstedt
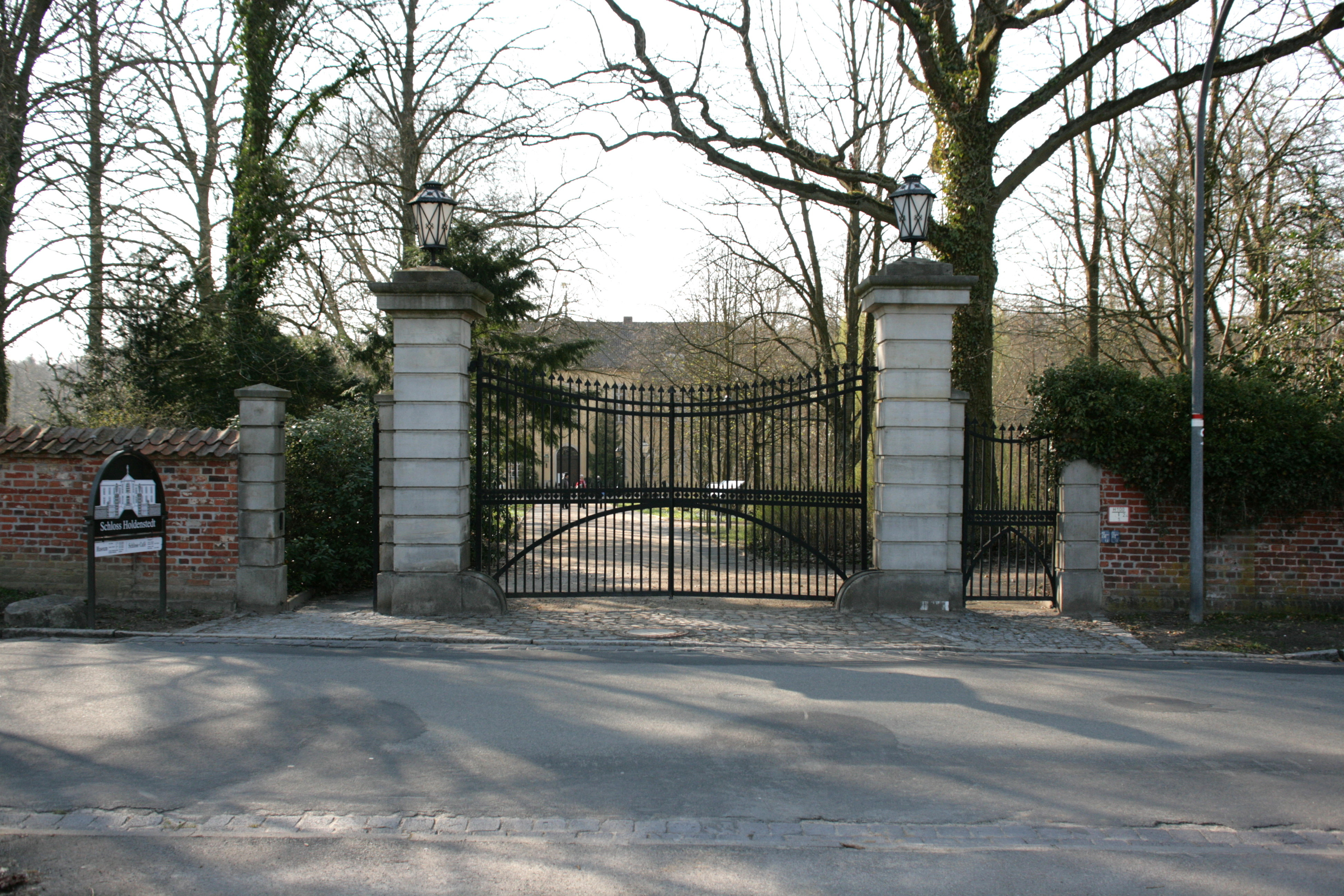
Voormalige  Veerßer poort bij kasteel Holdenstedt
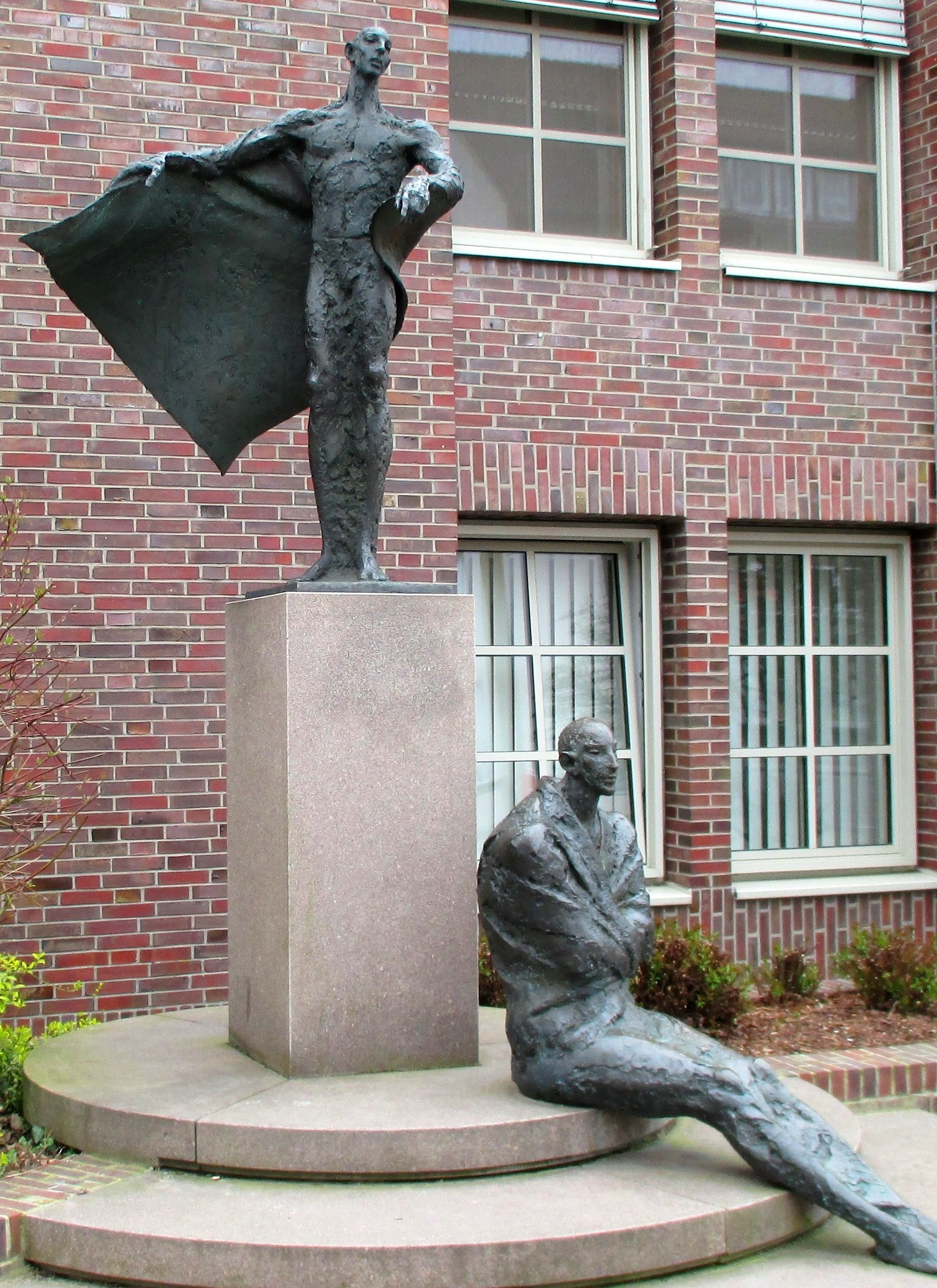
Bronzen van de beeldhouwster Doris Waschk-Balz, 1991
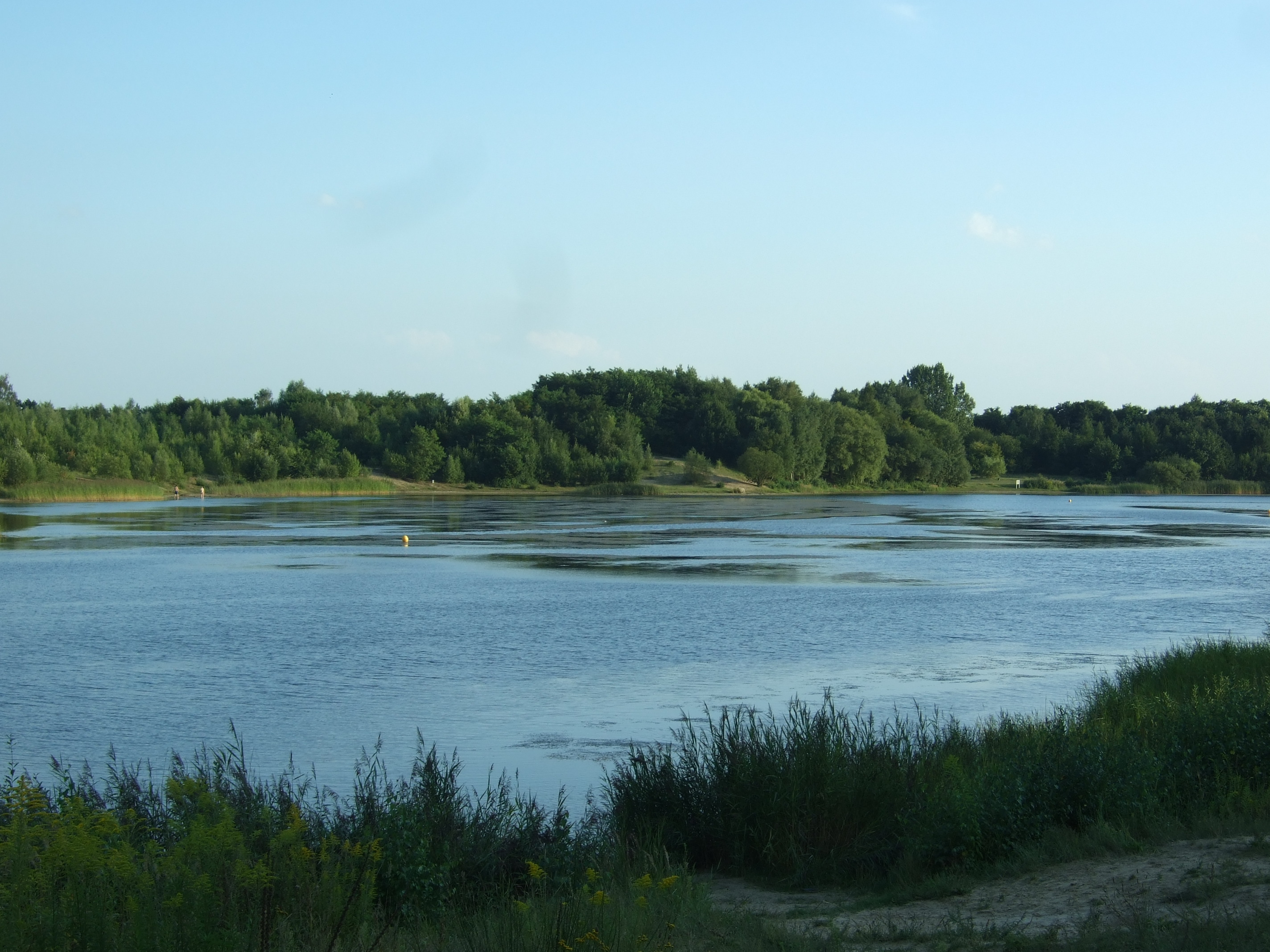
Oldenstädter See (recreatieplas)
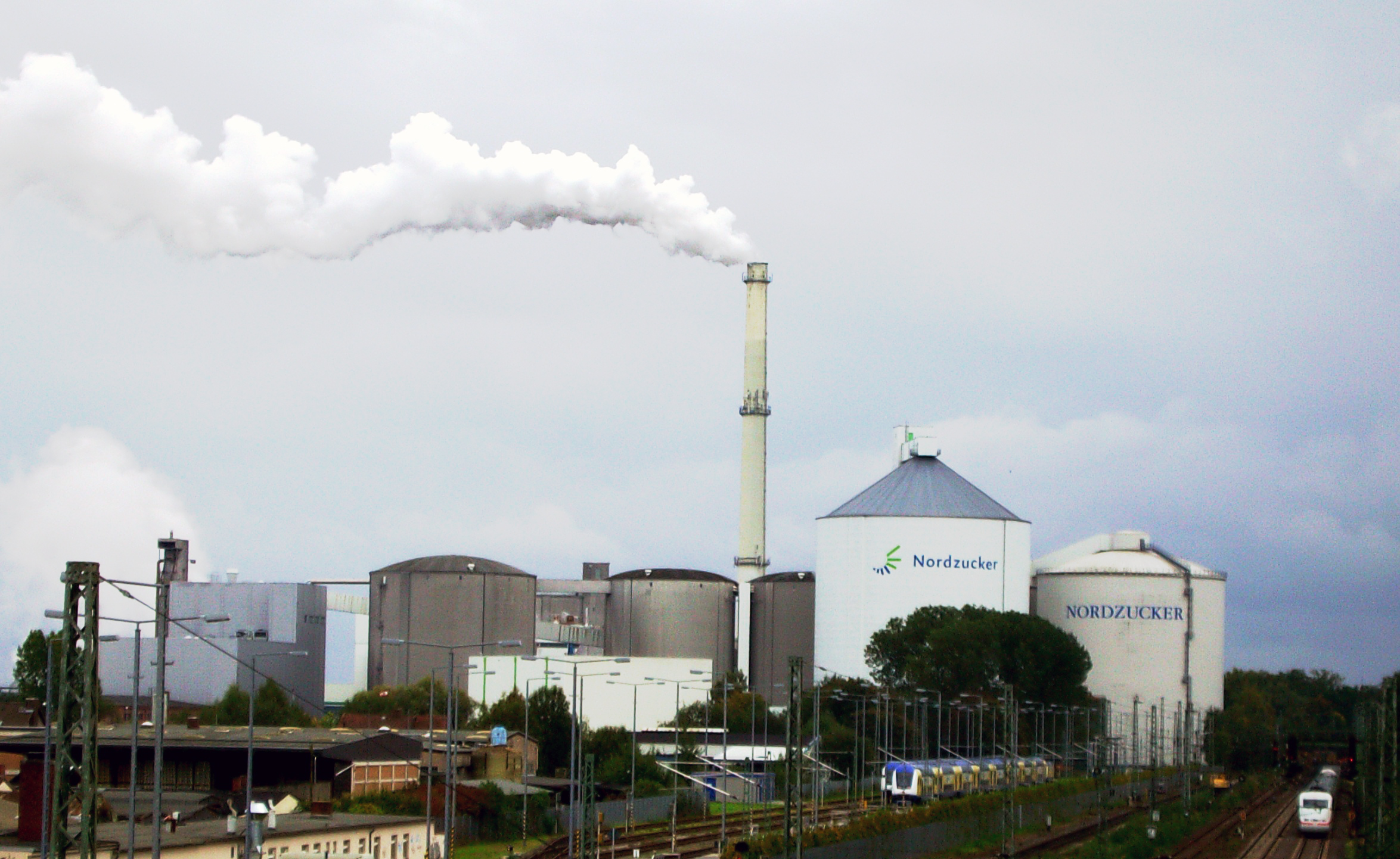
De suikerfabriek

- Bibliothèque nationale de France: cb12174626c (data)
- Gemeinsame Normdatei: 4061447-5
- Library of Congress Control Number: n83232720
- MusicBrainz: 9f434c83-c025-47a0-8ee6-c1a736650f5b
- Nationale Bibliotheek van Tsjechië: ge897777
- Nationale Bibliotheek van Israël: 987007552946505171
- Virtual International Authority File: 140763146

Altenmedingen · 
Bad Bevensen · 
Bad Bodenteich · 
Barum · 
Bienenbüttel · 
Ebstorf · 
Eimke · 
Emmendorf · 
Gerdau · 
Hanstedt · 
Himbergen · 
Jelmstorf · 
Lüder · 
Natendorf · 
Oetzen · 
Rätzlingen · 
Römstedt · 
Rosche · 
Schwienau · 
Soltendieck · 
Stoetze · 
Suderburg · 
Suhlendorf · 
Uelzen · 
Weste · 
Wrestedt · 
Wriedel
Andere hanzen: Vlaamse Hanze van Londen · Hanze der XVII steden